# Englische Rugby-Union-Nationalmannschaft
Die englische Rugby-Union-Nationalmannschaft (englisch England national rugby union team) ist die Nationalmannschaft Englands in der Sportart Rugby Union und repräsentiert das Land bei allen Länderspielen (Test Matches) der Männer. Die organisatorische Verantwortung trägt die Rugby Football Union (RFU). Jedes Jahr nimmt die Mannschaft am Turnier Six Nations teil, zusammen mit Frankreich, Irland, Italien, Schottland und Wales. Bisher gewann England den Titel 29 Mal, einschließlich 13 Grand Slams, und teilte sich weitere zehn Titelgewinne.
Seine wichtigsten internationalen Auftritte hat das Team bei den seit 1987 alle vier Jahre stattfindenden Weltmeisterschaften. Bei der zweiten Austragung 1991 gelang erstmals der Einzug ins Finale, wo man Australien unterlag. Ihren bisher einzigen WM-Titel sicherten sich die Engländer bei der Weltmeisterschaft 2003, als Australien in der Verlängerung bezwungen werden konnte. Dies ist bis heute der einzige Finalsieg eines Teams der Nordhemisphäre bei Weltmeisterschaften. Während der Weltmeisterschaft 2007 gelang dem Titelträger der erneute Einzug ins Finale, man unterlag jedoch gegen Südafrika. Beide Mannschaften standen sich bei der Weltmeisterschaft 2019 erneut im Finale gegenüber; wieder unterlag England den „Springboks“.
Englands erstes Test Match fand 1871 statt, als es im Raeburn Place in Edinburgh im weltweit ersten Rugbyländerspiel Schottland unterlag. Danach dominierte England die Home Nations Championship, das erstmals 1883 ausgetragene Vorgängerturnier der Six Nations. Nach der Abspaltung von Rugby League (insbesondere in Nordengland), was auch die Nationalmannschaft schwächte, gelang bis 1910 kein Titelgewinn mehr. England spielte 1905 erstmals gegen die „All Blacks“ aus Neuseeland, 1906 gegen die „Springboks“ aus Südafrika und 1909 gegen die „Wallabies“ aus Australien. Es ist auch eines der Länder, dessen Spieler für die British and Irish Lions spielberechtigt sind, eine Auswahlmannschaft der vier britischen Home Nations.
England spielt traditionell in weißen Trikots, weißen Hosen und marineblauen Socken, mit einer vom Haus Lancaster entlehnten aufgestickten Rose auf dem Trikot. Abgesehen von wenigen Ausnahmen werden alle Heimspiele seit 1910 im Twickenham Stadium in London ausgetragen. 2003 zeichnete World Rugby das Team als „Mannschaft des Jahres“ aus. 17 ehemalige englische Nationalspieler sind bisher in die World Rugby Hall of Fame aufgenommen worden.

## Organisation

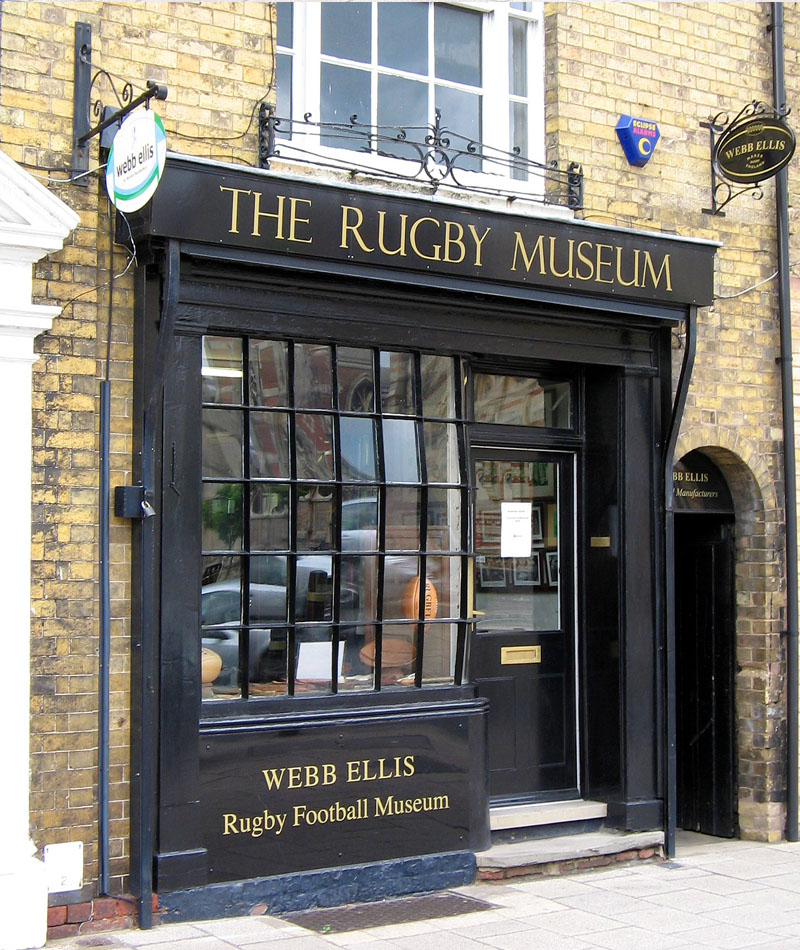
Das Webb Ellis Rugby Football Museum in Rugby

Verantwortlich für die Organisation von Rugby Union in England ist der Verband Rugby Football Union (RFU). Die RFU wurde am 26. Januar 1871 gegründet. Sie ist damit der älteste Rugby-Union-Verband und trat 1890 dem International Rugby Football Board (IRFB; heute World Rugby) bei. Außerdem trat die RFU 1999 dem europäischen Kontinentalverband FIRA-AER (heute Rugby Europe) bei. Die höchste Rugby-Union-Liga Englands ist die Premiership Rugby, die zehn Mannschaften umfasst. Der nationalen Meisterschaft übergeordnet ist die zusammen mit Mannschaften aus Frankreich, Irland, Italien, Schottland und Wales ausgetragenen internationalen Pokalwettbewerbe European Rugby Champions Cup und EPCR Challenge Cup.
Neben der eigentlichen Nationalmannschaft ruft die RFU weitere Auswahlmannschaften zusammen. Die England Saxons bilden die zweite Mannschaft Englands. Wie andere Rugbynationen verfügt England über eine U-20-Nationalmannschaft, die an den entsprechenden Six Nations und Weltmeisterschaften teilnimmt. Kinder und Jugendliche werden bereits in der Schule an den Rugbysport herangeführt und je nach Interesse und Talent beginnt dann die Ausbildung. Für Schüler gibt es die Nationalmannschaft der Schoolboys, die sich als Vorstufe zur Nationalmannschaft entwickelt hat.
Als größte Ehre für englische Spieler gilt es, alle paar Jahre mit den British and Irish Lions auf Tour in die Südhemisphäre zu gehen, um gegen die All Blacks aus Neuseeland, die Springboks aus Südafrika oder die Wallabies aus Australien anzutreten.

## Geschichte

### Entwicklung im 19. Jahrhundert

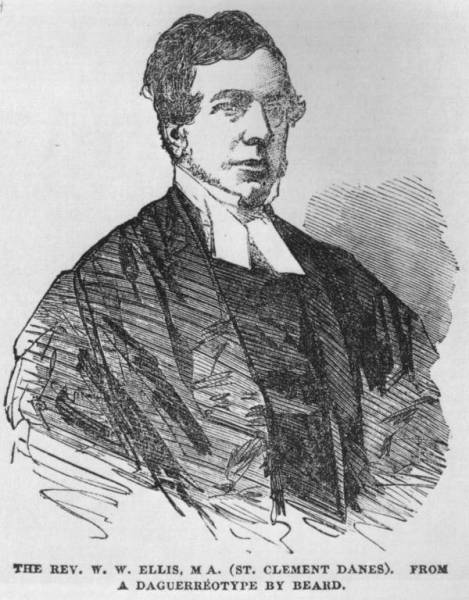
William Webb Ellis

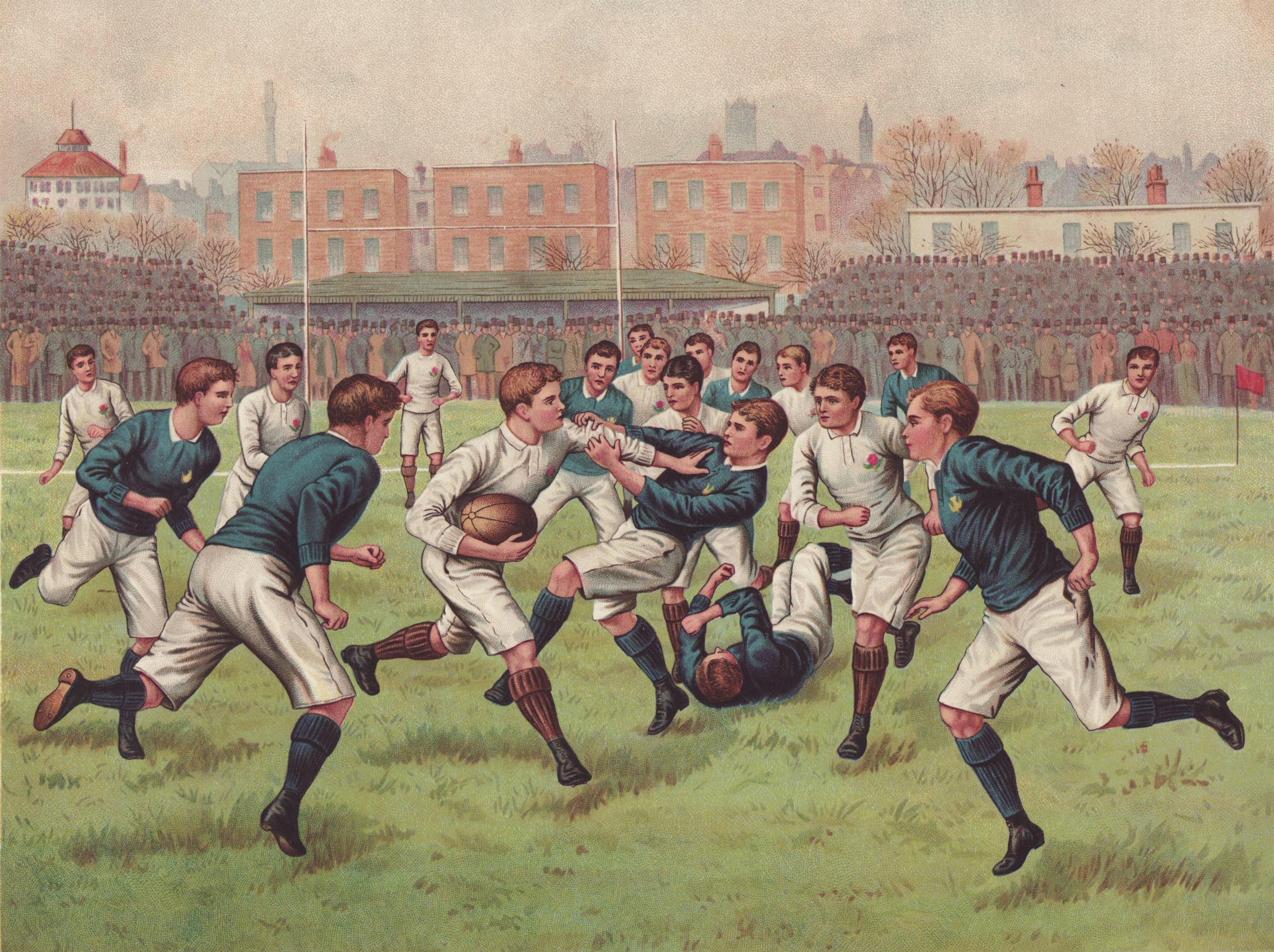
Rugbyspiel zwischen England und Schottland, ca. 1893

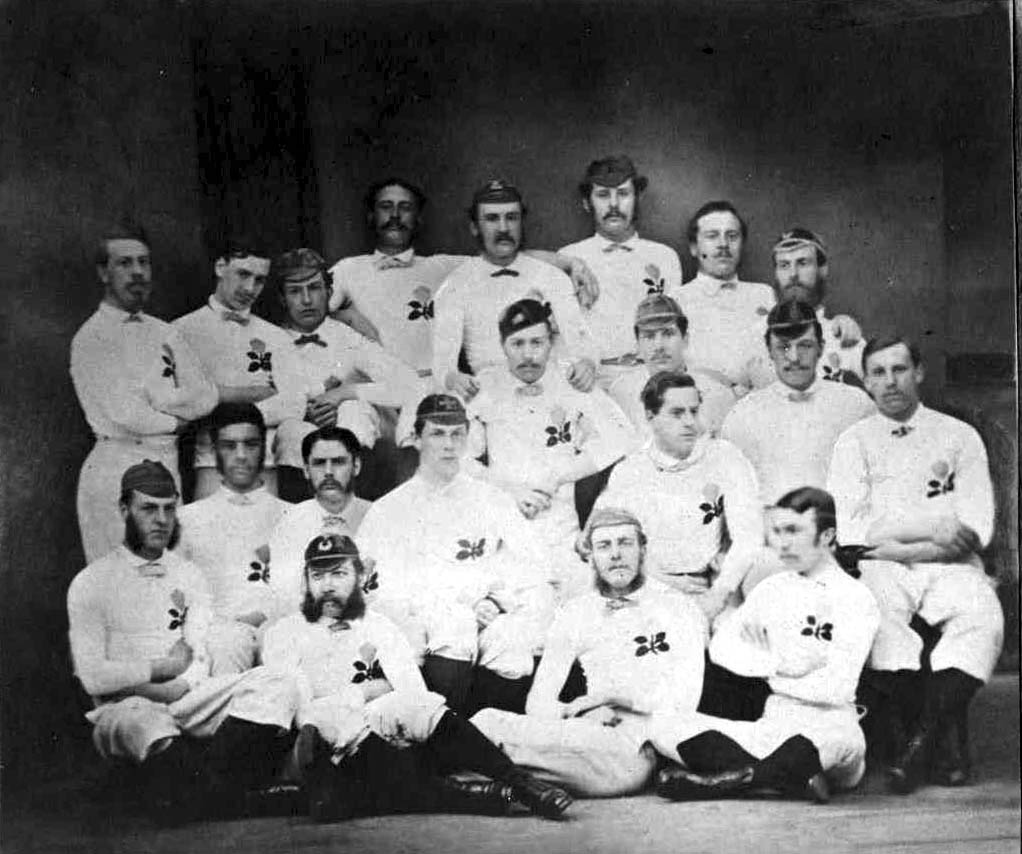
Die englische Mannschaft 1871 vor dem ersten Test Match gegen Schottland in Edinburgh

Die Erfindung des Rugby wird William Webb Ellis zugeschrieben, der 1823 in der Stadt Rugby als erster bei einem Fußballspiel den Ball in die Hand genommen und davongetragen haben soll, um einen Punkt zu erzielen. Schüler der Rugby School verbreiteten den neuen Sport in der ersten Hälfte des 19. Jahrhunderts über das ganze Land. 1848 einigten sich die Vertreter von sechs Public Schools erstmals auf ein gemeinsames Regelwerk. Am 26. Januar 1871 erfolgte die Gründung des Verbandes Rugby Football Union (RFU). Das erste Spiel einer englischen Auswahl fand zwei Monate später am 27. März im Raeburn Place in Edinburgh statt, Gastgeber Schottland gewann vor 4000 Zuschauern. Dieses Spiel war nicht nur die erste Begegnung zwischen beiden Ländern in irgendeiner Sportart, sondern auch das erste Rugby-Länderspiel überhaupt. Beim Rückspiel im Londoner Oval, also beim ersten Heimspiel, konnten sich die Engländer revanchieren. Diese frühen Spiele besaßen noch kein festes Punkteregelwerk; dies sollte erst 1890 eingeführt werden, nachdem ein geeignetes Bewertungsformat entworfen worden war. Bis 1875 wurden – wie im Fußball – Spiele durch die Anzahl erzielter Tore entschieden (Erhöhungen und Dropgoals), 1876 begann man die Anzahl gelegter Versuche heranzuziehen, wenn ein Spiel unentschieden verlief.
Nach mehreren Begegnungen mit Schottland fand 1875 das erste Spiel gegen Irland im Londoner Oval statt; es war zugleich das erste Länderspiel der Iren. Wie damals üblich, bestanden beide Mannschaften aus 20 Spielern; die Anzahl Spieler pro Mannschaft wurde erst 1877 auf die heute üblichen 15 reduziert. 1879 spielten England und Schottland erstmals um den in Indien gestifteten Calcutta Cup, wobei die Engländer die erste Begegnung für sich entschieden. Das erste Spiel gegen Wales (und somit die letzte der vier Home Nations) folgte am 19. Februar 1881 auf Richardson’s Field in Blackheath und endete mit einem souveränen Sieg der Engländer (nach dem heute gültigen Punktesystem hätten sie mit 82:0 gewonnen). Nach einer Reihe sporadisch stattfindender Länderspiele zwischen den einzelnen Auswahlmannschaften riefen die Verbände der Home Nations im Jahr 1883 die „Home Nations Championship“ (Vorgänger der heutigen Six Nations) ins Leben; die Engländer sicherten sich den ersten Turniersieg.
Die ersten Austragungen des Turniers waren von Konflikten mit anderen Verbänden geprägt. 1884 kam es wegen unterschiedlicher Regelauslegung zu einer Auseinandersetzung mit der Scottish Rugby Union (SRU). Die RFU vertrat den Standpunkt, dass England als „Gründernation“ des Rugbysports das alleinige Recht habe, strittige Punkte des Regelwerks zu interpretieren. Die Schotten waren damit nicht einverstanden und weigerten sich im folgenden Jahr, gegen England anzutreten. Am 5. Dezember 1887 trafen sich Vertreter der SRU, der Irish Rugby Football Union und der Welsh Rugby Union in Manchester und gründeten das International Rugby Football Board (IRFB; heute World Rugby). Die zum Beitritt eingeladene RFU erkannte den Anspruch der IRFB, die Regeln allein festlegen zu dürfen, nicht an. Daraufhin boykottierten die anderen Verbände die Engländer, sodass die Turniere von 1888 und 1889 ohne sie stattfanden. 1890 nahmen sie unter Vorbehalt teil und im April desselben Jahres trat die RFU doch noch bei, nachdem ein Schiedsgericht – bestehend aus John Macdonald (Lord Justice Clerk) und Francis Marindin (Präsident der Football Association) – den Iren, Schotten und Walisern recht gegeben hatte. Während des Boykotts trugen die Engländer ihr erstes Spiel gegen eine nichtbritische Mannschaft aus: Die New Zealand Natives, eine durch Australien und Europa tourende Auswahl neuseeländischer Ureinwohner. England gewann das Spiel auf dem Rectory Field in Blackheath mit 7:0.
Am 29. August 1895 traten 21 Vereine aus der RFU aus und gründeten in Huddersfield einen eigenständigen Verband, die Northern Rugby Football Union (seit 1922 Rugby Football League genannt). Diese Spaltung, die als Geburtsstunde der Spielvariante Rugby League angesehen wird, war erfolgt, weil insbesondere nordenglische Vereine ihre zumeist aus der Arbeiterklasse stammenden Spieler bei Verletzungspausen finanziell entschädigen wollten. Die von südenglischen Angehörigen der Ober- und höheren Mittelschicht dominierte RFU betrachtete diese Forderung als ersten Schritt zum Profisport und pochte letztlich erfolglos auf die strikte Einhaltung des Amateurstatus. Seither ist Rugby League besonders in den nordenglischen Grafschaften Lancashire und Yorkshire vorherrschend. Bis zur Professionalisierung von Rugby Union hundert Jahre später war es Spielern nicht gestattet, von einer Variante zur anderen zu wechseln. Als Folge der Spaltung erlebte die Nationalmannschaft eine lang anhaltende Zeit ohne nennenswerte Erfolge, da viele der besten Spieler es vorzogen, Profis zu werden. Von 1892 bis 1910 gelang kein einziger Turniersieg bei der Home Nations Championship.

### Die Zeit bis zum Zweiten Weltkrieg

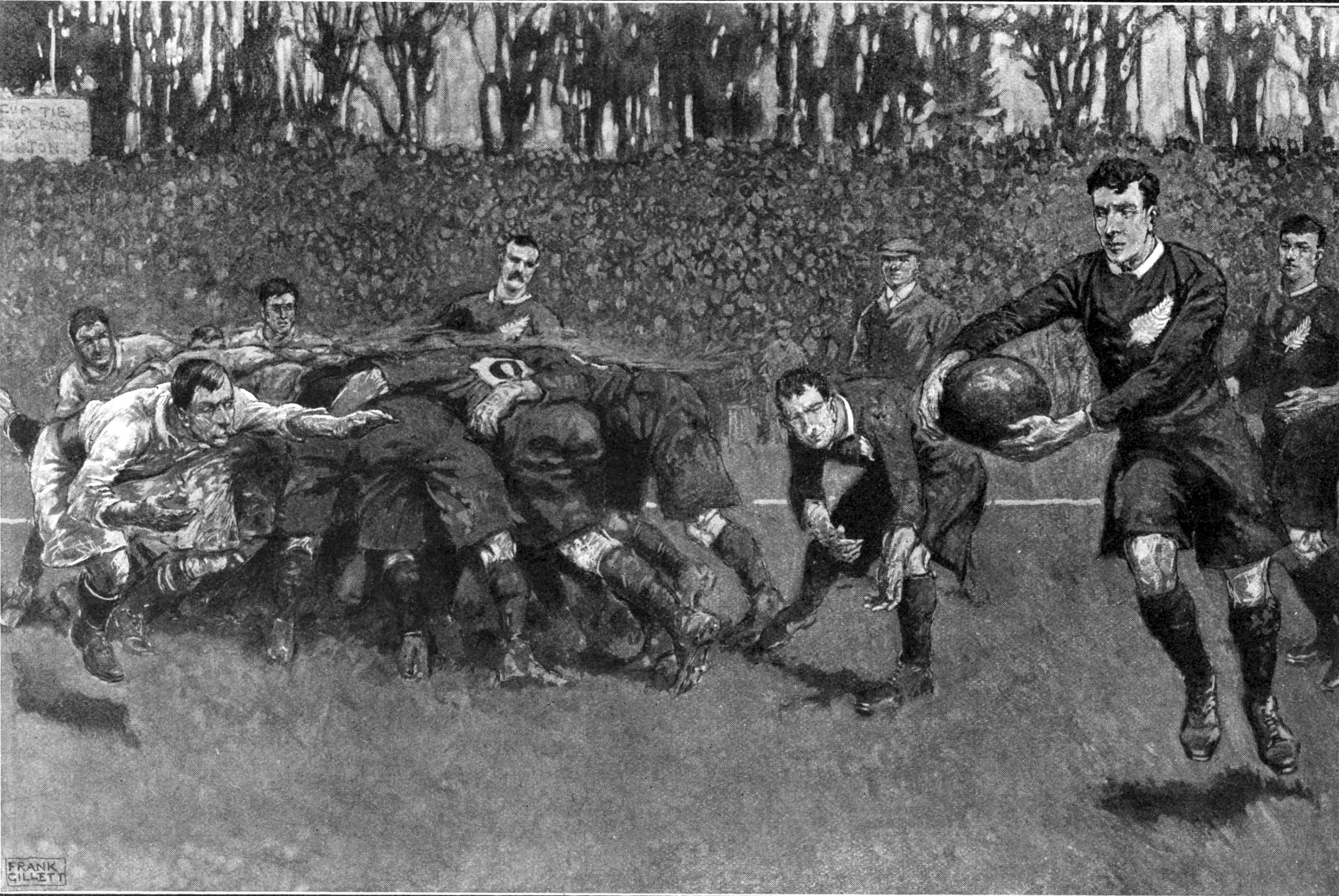
England gegen Neuseeland 1905; die All Blacks gewannen 15:0

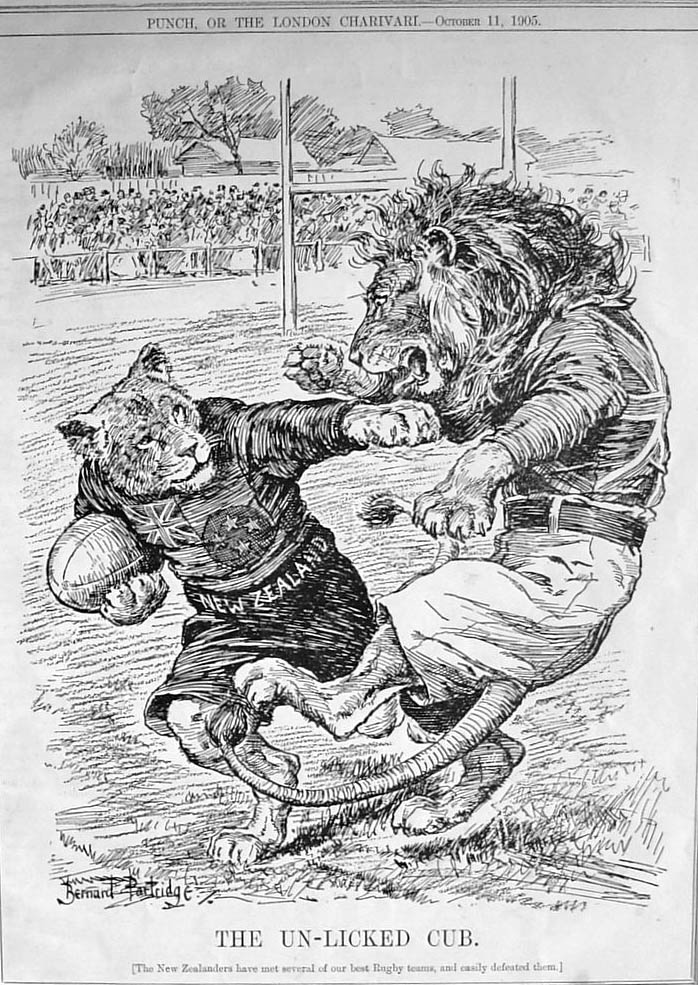
Das neuseeländische Kätzchen setzt sich gegen den englischen Löwen durch (Karikatur in Punch)

Am 2. Dezember 1905 empfingen die Engländer erstmals die All Blacks aus Neuseeland und verloren mit 0:15. Auf ihrer ersten Europatour gewannen die All Blacks 34 von 35 Spielen und begründeten ihre bis heute anhaltende Vormachtstellung im Rugby-Union-Sport. Am 22. März 1906 gewann England im Parc des Princes in Paris sein erstes Spiel gegen Frankreich. Am 8. Dezember desselben Jahres traten die Engländer erstmals gegen die Springboks aus Südafrika an und erreichten ein 3:3-Unentschieden. Vor dem Spiel hatten sie widerwillig das Aufgebot für den aus Jamaika stammenden Spieler James Peters zurückgezogen, da sich die Südafrikaner standhaft weigerten, gegen einen Schwarzen anzutreten.
Zweimal nahmen englische Teams an den Rugby-Turnieren bei Olympischen Spielen teil, allerdings handelte es sich dabei nicht um die Nationalmannschaft. Bei den Sommerspielen 1900 in Paris war es der Verein Moseley RFC aus Birmingham, der die Bronzemedaille gewann. Der Silbermedaillengewinner bei den Sommerspielen 1908 in London war eine Auswahl der Grafschaft Cornwall. Die erste Begegnung der Engländer mit den Wallabies aus Australien endete am 9. Januar 1909 mit einer 3:9-Niederlage.
1910 bezog die RFU das neu erbaute Twickenham Stadium im Südwesten Londons, was eine „goldene Ära“ im englischen Rugby einläutete. Das Eröffnungsspiel im neuen Nationalstadion endete mit einem Sieg über Wales. Ebenfalls 1910 entschieden die Engländer zum ersten Mal seit 1892 die Home Nations Championship für sich; der Wettbewerb war in diesem Jahr mit der Aufnahme Frankreichs zu „Five Nations“ erweitert worden. 1913 und 1914 schaffte England die ersten zwei „Grand Slams“, also Siege gegen alle anderen teilnehmenden Mannschaften. 1913 gelang auch der erste Auswärtssieg seit 1895 in Cardiff, womit England die seit 1899 anhaltende walisische Heimsiegserie beenden konnte. In den Jahren 1915 bis 1919 konnten wegen des Ersten Weltkrieges keine Länderspiele ausgetragen werden.

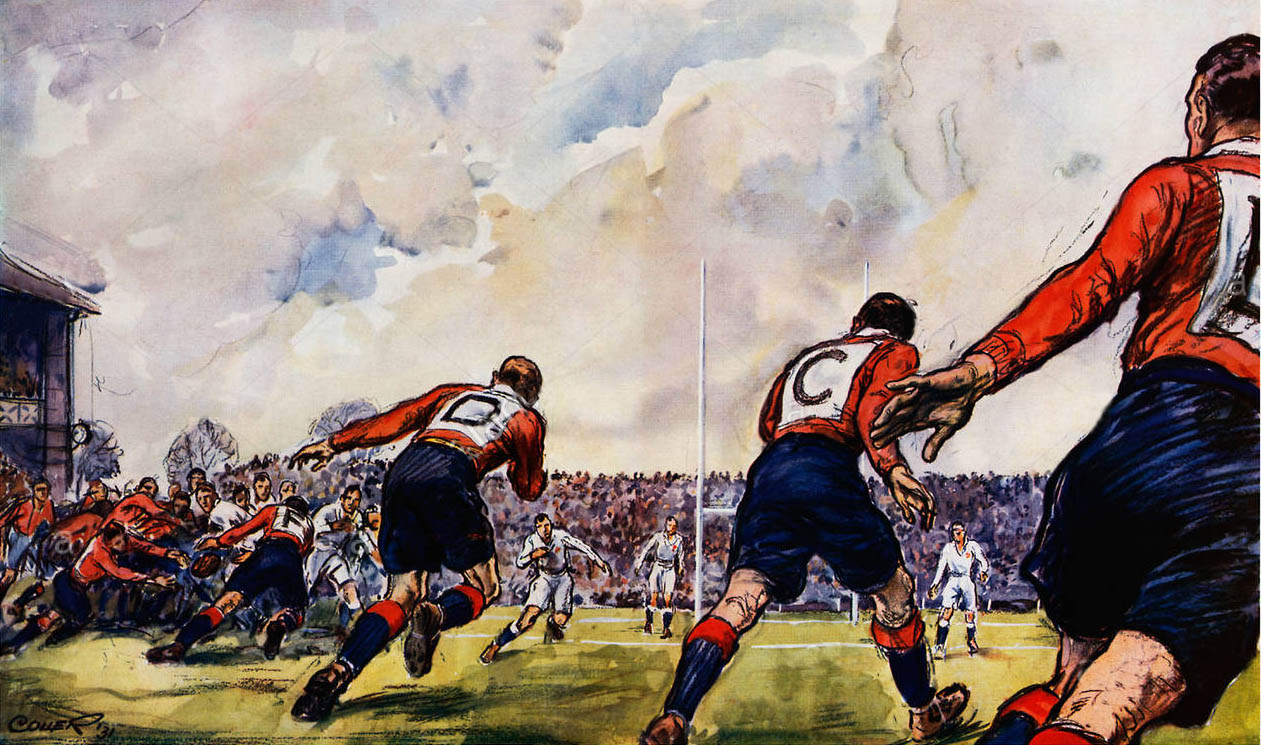
Illustration des Spiels Wales gegen England 1931

Als 1920 das Five-Nations-Turnier wieder aufgenommen wurde, setzten die Engländer ihre Siegesserie fort. Allein in den 1920er Jahren gewannen sie das Turnier fünfmal, davon viermal mit einem Grand Slam (1921, 1923, 1924 und 1928). Als wichtigster Baumeister dieser Erfolgsserie gilt Wavell Wakefield: Die von ihm eingeführten taktischen Neuheiten veränderten die Rolle der Spieler auf den „Back-Row“-Positionen nachhaltig. Sie hatte sich zuvor weitgehend auf das Ausführen von Standardsituationen beschränkt und war nun viel flexibler, was den Gegnern wiederum lange Zeit Schwierigkeiten bereitete. Eine der wenigen Niederlagen während dieser Ära erlitten die Engländer Anfang Januar 1925 gegen die durch Europa tourenden All Blacks, die aufgrund ihrer Ungeschlagenheit (Siege in allen 36 Spielen) The Invincibles („Die Unschlagbaren“) genannt wurden. 1926 gelang Schottland als erster Mannschaft der Home Nations ein Auswärtssieg in Twickenham.
In den 1930er Jahren kamen fünf weitere Turniersiege für England hinzu – allerdings ohne Grand Slam, da Frankreich von 1932 bis 1939 wegen angeblichem Professionalismus und mangelhafter Verbandsführung ausgeschlossen war und das Turnier sich während dieser Zeit wieder auf die Home Nations beschränkte. Immerhin gelang 1934 und 1937 der Turniergewinn jeweils mit einer Triple Crown, also mit Siegen gegen alle anderen Home Nations. In diesem Jahrzehnt empfing England in Twickenham zwei tourende Nationalteams der Südhemisphäre. Anfang Januar 1932 fand eine Partie gegen Südafrika statt, wobei die Engländer mit 0:7 verloren. Die unattraktive Taktik der Springboks, Raumgewinne hauptsächlich durch Kicks zu erzielen, stieß bei den 70.000 Zuschauern und der Presse auf wenig Begeisterung. Anfang Januar 1936 war Neuseeland zu Gast. Der 13:0-Sieg war der erste Erfolg der Engländer gegen die übermächtig scheinenden All Blacks. Maßgeblichen Anteil daran hatten zwei Versuche des emigrierten russischen Fürsten Alexander Obolenski.

### Lange Phase der Erfolglosigkeit

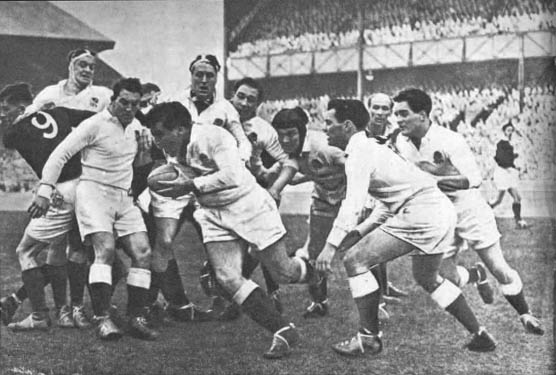
England gegen Schottland während den Five Nations 1959

Der Spielbetrieb der Nationalmannschaft ruhte während des Zweiten Weltkrieges. 1945 und 1946 fanden die Victory Internationals statt – eine Serie von Spielen gegen Nationalmannschaften und militärische Auswahlteams, die nicht den vollen Status als Test Matches erhielten. Das jährliche Turnier konnte ab 1947 wieder ausgetragen werden und trug nach der Wiederaufnahme Frankreichs für die nächsten fünf Jahrzehnte die Bezeichnung „Five Nations“. In diesem Jahr teilte sich England den Turniersieg mit Wales, während es 1948 kein einziges Spiel für sich entscheiden konnte und mit dem wenig begehrten Wooden spoon vorliebnehmen musste. Die Phase der Erfolglosigkeit hielt bis 1953 an, als England wieder einen Turniersieg verbuchen konnte. 1954 teilte man sich den Titel mit Frankreich und Wales, 1957 folge der siebte Grand Slam. Weitere Turniersiege kamen in den Jahren 1958, 1960 und 1963 hinzu. Südafrika war 1952 zu Besuch, Neuseeland 1954 und Australien 1948 sowie 1958; nur bei der letzten dieser vier Partien konnten die Engländer einen Sieg feiern. Jahrzehntelang tourten englische Nationalspieler nur dann durch die Südhemisphäre, wenn sie von den British Lions aufgeboten wurden. Dies änderte sich 1963, als die RFU erstmals selbst eine Tour organisierte. Sie führte durch Neuseeland und Australien, wobei die Engländer in allen Test Matches den All Blacks und Wallabies unterlagen.
Nach dieser Tour schlitterte die Nationalmannschaft in eine lang anhaltende Krise. Die zweite Hälfte der 1960er und die gesamten 1970er Jahre sind ihre erfolgloseste Ära überhaupt. Mit Ausnahme der Five Nations 1973, als das einzige Mal überhaupt alle fünf Teams am Ende je zwei Siege und Niederlagen aufwiesen, gelang England kein einziger Turniergewinn und stand eindeutig im Schatten von Wales und Frankreich. Entgegen diesem Trend gelang am 20. Dezember 1969 in Twickenham der erste Sieg gegen Südafrika. Die Tour der Springboks war von heftigen Anti-Apartheid-Protesten begleitet, zu deren Organisatoren Peter Hain und der spätere britische Premierminister Gordon Brown gehörten. Kurz zuvor hatte die RFU Don White als ersten offiziellen Nationaltrainer berufen. Obwohl er als „der am meisten vorausschauende Trainer in England“ galt, konnte auch er keine dauerhafte Wende zum Besseren herbeiführen und trat nach zwei Jahren zurück. Zur Feier ihres 100-jährigen Jubiläums veranstaltete die RFU im April 1971 ein Test Match gegen die President’s Overseas XV, eine vom Verbandspräsidenten zusammengestellte Weltauswahl mit den besten Spielern jener Zeit.
1972 beendete England das Five-Nations-Turnier mit vier deutlichen Niederlagen klar distanziert auf dem letzten Platz. Das Turnier konnte wegen des Nordirlandkonfliktes nicht abgeschlossen werden, sodass es keinen Sieger gab. Nach dem Blutsonntag von Derry am 30. Januar war die britische Botschaft in Dublin von einem aufgebrachten Mob niedergebrannt worden und zahlreiche Spieler hatten Drohbriefe erhalten, vermutlich von der IRA. Schottland und Wales weigerten sich, zu den noch bevorstehenden Auswärtsspielen in Irland anzutreten und begründeten dies mit der mangelnden Sicherheit. Während den Five Nations 1973 reiste die englische Mannschaft trotz ähnlicher Drohungen nach Dublin und empfing nach ihrer Ankunft an der Lansdowne Road fünf Minuten lang stehende Ovationen (das Spiel ging mit 9:18 verloren). Englands Mannschaftskapitän John Pullin meinte dazu scherzhaft: „Wir sind vielleicht nicht besonders gut, aber wenigstens sind wir aufgetaucht“ (We might not be very good but at least we turned up). Das Five Nations 1973 endete mit einem einmaligen Ergebnis: Mit jeweils zwei Siegen und zwei Niederlagen lagen alle fünf teilnehmenden Mannschaften gleichauf und teilten sich den Titel. Während das Turnier in den 1970er Jahren allgemein von Erfolglosigkeit geprägt war, gelangen den Engländern mehrere Erfolge gegen Teams der Südhemisphäre. Dazu gehören die erstmaligen Auswärtssiege gegen Südafrika (1972) und Neuseeland (1973).
1980 meldete sich England für kurze Zeit an der europäischen Spitze zurück. Das von Kapitän Bill Beaumont angeführte Team gewann nach 23 Jahren das Five Nations, dies sogar mit einem Grand Slam. Der damalige Gedrängehalb Steve Smith führte die Misserfolge der vergangenen Jahre auf den schlecht geführten Verband zurück, der es regelmäßig versäumt habe, die besten Spieler zusammenzustellen und aufeinander abzustimmen. Der Erfolg von 1980 sei unter diesen Umständen geradezu ein «Wunder» gewesen. Rücktritte von Schlüsselspielern wie Beaumont, Fran Cotton und Clive Woodward schwächten die Mannschaft sogleich wieder und es verstrich erneut mehr als ein Jahrzehnt bis zum nächsten Titelgewinn.
Einzelne Ausreißer in Begegnungen mit Teams der Südhemisphäre kaschierten die erneute Erfolglosigkeit. So gelang 1982 und 1983 je ein Heimsieg gegen Australien bzw. Neuseeland. Trotz großer Kritik und politischen Drucks organisierte die RFU im Sommer 1984 erneut eine Tour nach Südafrika, wo die Nationalmannschaft sieben Spiele bestritt (darunter zwei Test Matches gegen die Springboks). Dies war zugleich die letzte Tour eines bedeutenden Teams nach Südafrika bis zum Ende der Apartheid-Ära. Die Gleichgültigkeit der britischen Regierung von Margaret Thatcher, die sie gegenüber dem Vorgehen der RFU zeigte, war eine der Ursachen, dass 32 Länder aus Protest die Commonwealth Games 1986 in Edinburgh boykottierten. Ebenfalls 1984 unterlag England zuhause den australischen Wallabies, die ihrerseits den ersten Grand Slam feiern konnten (in ihrem Falle je ein Sieg gegen alle vier Home Nations auf derselben Tour).

### Die letzten Jahre der Amateurära
Über ein Jahrhundert lang hatten sich die Test Matches auf Begegnungen mit den Home Nations, Frankreich, Australien, Neuseeland und Südafrika beschränkt, doch mit der zunehmenden Etablierung des Rugbysports in anderen Ländern war diese Exklusivität nicht mehr zu rechtfertigen. 1981 unternahmen die Engländer ihre erste offizielle Tour nach Argentinien und trugen zwei Test Matches gegen die Pumas aus (je ein Sieg und Unentschieden). Weitere erfolgreiche Premieren folgten 1985 gegen Rumänien und 1988 gegen Fidschi. Hingegen endete 1985 die Tour nach Neuseeland mit zwei Niederlagen gegen die All Blacks. Währenddessen belegte England beim Five-Nations-Turnier regelmäßig die hinteren Plätze, 1983 und 1987 landete das Team jeweils ohne Sieg auf dem letzten Platz. Am 15. Februar 1986 unterlag England Schottland mit 6:33 im Murrayfield Stadium; es handelte sich um den deutlichsten schottischen Sieg in den 102 bisherigen Begegnungen und die bisher deutlichste englische Niederlage in mehr als hundert Jahren.
In den 1980er Jahren trieben die Verbände Australiens und Neuseelands die Idee voran, eine Weltmeisterschaft einzuführen. Die RFU und die Verbände der übrigen Home Nations sprachen sich zunächst dagegen aus, da sie eine Aufweichung des Amateurstatus befürchteten. Als bei der entscheidenden IRFB-Sitzung im März 1985 auch der französische und der südafrikanische Verband dafür stimmten, änderte RFU-Präsident John Kendall-Carpenter seine Meinung und verhalf der Idee somit zum Durchbruch. Australien und Neuseeland organisierten die erste Weltmeisterschaft 1987 gemeinsam. England wurde zusammen mit Australien, Japan und den USA in die Vorrundengruppe A gelost. Nach der 6:19-Startniederlage gegen Australien folgten deutliche Siege gegen die beiden anderen Teams. Im Viertelfinale in Brisbane scheiterte das Team mit 3:16 an Wales.

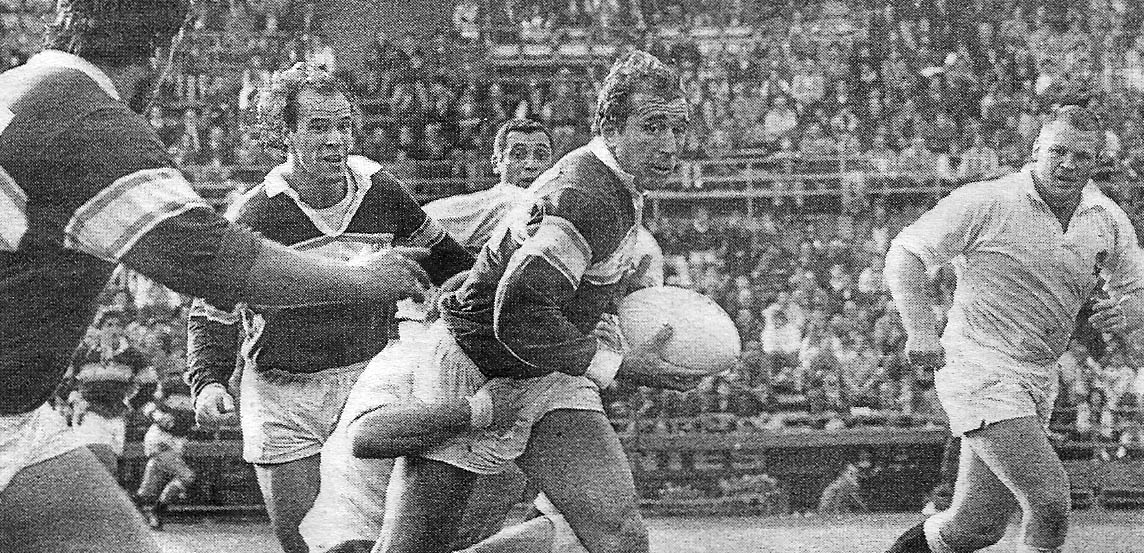
England gegen Argentinien während der Südamerikatour 1990

Während den Five Nations 1989 verwehrte England dem Turniersieger Frankreich nach einem 11:0-Heimsieg den Grand Slam, verpasste aber selbst den Titel, als es im letzten Spiel gegen Wales verlor. Beim Five Nations 1990 schien der Turniergewinn nach drei Siegen erneut zum Greifen nahe zu sein, doch das entscheidende Auswärtsspiel in Murrayfield ging etwas überraschend mit 7:13 verloren, was den Schotten wiederum den Grand Slam bescherte. Diese verpassten Chancen bildeten indes den Auftakt zu einer Renaissance des englischen Rugby, was sich in den folgenden Jahren in einer deutlich höheren Gewinnquote niederschlug. Dafür verantwortlich war eine neue Spielergeneration um Will Carling, Jeremy Guscott, Jason Leonard und Rory Underwood. Beim Five Nations 1991 sicherte sich England den ersten Titelgewinn seit 1980, erneut mit einem Grand Slam. Im selben Jahr war England nomineller Gastgeber der Weltmeisterschaft 1991, die in allen Five-Nations-Ländern ausgespielt wurde. Das Team verlor zum Auftakt der Gruppenphase knapp gegen Neuseeland und gewann anschließend in überzeugender Manier gegen Italien und die USA. Nach Siegen im Viertelfinale gegen Frankreich und im Halbfinale gegen Schottland standen die Engländer im Finale den Australiern gegenüber, denen sie mit 6:12 unterlagen.
Ein Jahr darauf bestätigten die Engländer ihre neu gewonnene Stärke mit einem weiteren Grand Slam im Five Nations 1992. Im selben Jahr konnten in Twickenham auch die Springboks, denen es wegen des eben erst aufgehobenen Boykotts noch an Spielpraxis mangelte, ungewohnt deutlich mit 33:16 bezwungen werden. 1994 gelang die Wiederholung des Erfolgs über die Springboks, dieses Mal in Pretoria im Rahmen einer Südafrika-Tour. Das Five Nations 1995 entschied England mit dem dritten Grand Slam innerhalb von fünf Jahren für sich, was insbesondere auf die überragenden Leistungen von Rob Andrew bei den Kicks zurückzuführen war. Vor der Weltmeisterschaft 1995 in Südafrika gehörten die Engländer damit zu den Topfavoriten. In der Gruppenphase bezwangen sie Argentinien, Italien und Westsamoa, wenn auch teilweise recht knapp. Im Viertelfinale gelang den Engländern die Revanche für die Finalniederlage von 1991 und schlugen die Australier mit 25:22. Im Halbfinale unterlagen sie jedoch den Neuseeländern relativ deutlich mit 29:45; auch das Spiel um Platz drei gegen Frankreich ging verloren.

### Von der Professionalisierung zum Weltmeistertitel
Im August 1995 hob das International Rugby Football Board (IRFB; heute World Rugby) sämtliche Beschränkungen bezüglich Bezahlung der Spieler auf und läutete so die professionelle Ära von Rugby Union ein. Beim Five Nations 1996 gelang England die Titelverteidigung mitsamt Triple Crown. Im Juli desselben Jahres unterzeichnete die RFU einen Exklusivvertrag mit British Sky Broadcasting, wonach Englands Heimspiele nur noch auf dem Bezahlsender Sky ausgestrahlt werden sollten. Die Verbände der übrigen teilnehmenden Länder fühlten sich überrumpelt und kündigten an, nicht mehr gegen England anzutreten, falls ihre Forderungen nach einem fairen Vertrag mit allen Beteiligten nicht erfüllt würden. Nach Verhandlungen hinter verschlossener Tür wurde England im September 1996 wieder zugelassen, da die RFU zugesagt hatte, die Einnahmen zehn Jahre lang zu teilen. 1997 und 1998 schaffte England im Five Nations zwei weitere Triple Crowns, verpasste aber jeweils den Turniersieg nach Niederlagen gegen Frankreich.
Der frühere Nationalspieler Clive Woodward, der im September 1997 das Amt das Trainers angetreten hatte, sollte England zu großen Erfolgen führen. Doch davon war zunächst wenig zu spüren, denn Mitte 1998 war die RFU erneut in eine heftige Auseinandersetzung verwickelt. Die Vereine der Premiership Rugby – allen voran Bath Rugby und die Northampton Saints – weigerten sich, ihre Spieler für die Nationalmannschaft freizugeben. Sie protestierten damit gegen den Verband, mit dem sie sich bei den Finanzen und den Spieldaten der europäischen Pokalwettbewerbe nicht einig geworden waren. Für die Sommertour durch die Südhemisphäre musste Woodward auf fast alle Stammspieler verzichten, was die Australian Rugby Union als den „größten Verrat seit Gallipoli“ bezeichnete. Der Ausflug auf die Südhalbkugel erhielt nach drei deutlichen Niederlagen den unschmeichelhaften Beinamen Tour of Hell („Tour der Hölle“). Die 0:76-Niederlage gegen Australien am 6. Juni 1998 ist die mit Abstand höchste der Engländer überhaupt.
Drei Wochen vor Beginn des Five Nations 1999 stand England erneut vor dem Ausschluss aus dem Turnier, da die RFU die Vereinbarung von 1996 in Frage stellte. Das für die Organisation zuständige Five Nations Committee drohte, das Team durch Italien zu ersetzen, dessen Aufnahme ohnehin für das folgende Jahr geplant war. Nach nur einem Tag Verhandlungen konnten sich die Streitparteien darauf einigen, die Angelegenheit zu einem späteren Zeitpunkt gütlich zu regeln. Das Turnier fand daraufhin wie geplant statt, wobei England Turniersieg und Grand Slam auf äußerst dramatische Weise verpasste: In der letzten Minute des letzten Spiels erzielte der Waliser Scott Gibbs den entscheidenden Versuch, der von Neil Jenkins erhöht wurde. Wales gewann dadurch 32:31 und der Turniersieg ging an Schottland. Bei der Weltmeisterschaft 1999 in Wales überzeugten die Engländer nicht. Sie gewannen in der Gruppenphase zwar deutlich gegen Italien und Tonga, mussten sich aber Neuseeland geschlagen geben und ein Zusatzspiel in der Hoffnungsrunde bestreiten. In diesem konnte Fidschi geschlagen werden, doch nach dem Viertelfinale gegen Südafrika war das Turnier für die Engländer bereits zu Ende.

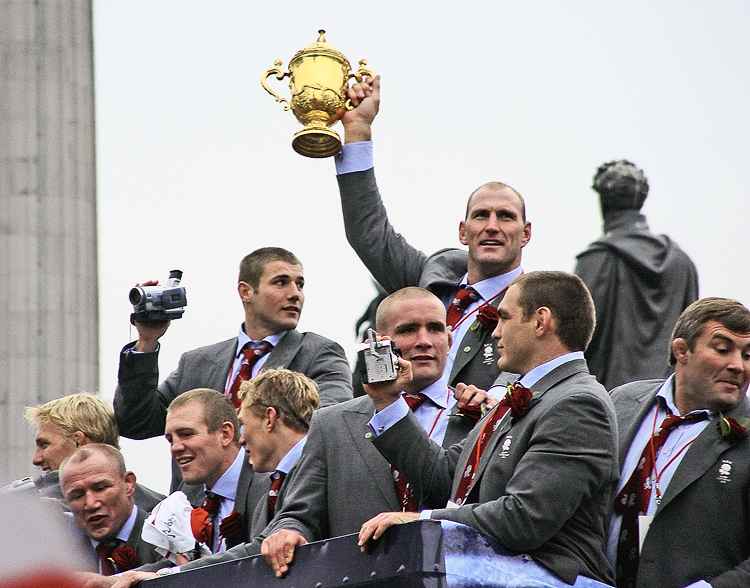
Siegesfeier auf dem Trafalgar Square nach dem Gewinn des Weltmeistertitels 2003

Mit der Aufnahme Italiens wandelte sich das jährliche Turnier im Jahr 2000 zu den heutigen Six Nations. England gewann sogleich die erste Ausgabe im neuen Format, verpasste aber mit einer Niederlage im letzten Spiel gegen Schottland den angestrebten Grand Slam. Das Turnier von 2001 endete ähnlich; diesmal war es Irland, das im letzten Spiel den englischen Grand Slam verhinderte. Die Entscheidung fiel erst im Oktober, da mehrere Spiele wegen der Maul- und Klauenseuche in Irland um ein halbes Jahr verschoben werden mussten. 2002 musste England den Turniersieg zwar Frankreich überlassen, schaffte aber Historisches, als es bei den End-of-year Internationals im November innerhalb von 14 Tagen alle drei Großen der Südhemisphäre (Australien, Neuseeland und Südafrika) schlug. Die Springboks erlitten dabei die bis dahin deutlichste Niederlage ihrer Geschichte. Beim Six Nations 2003 folgte der erste Grand Slam seit 1995, der insgesamt zwölfte. Im Juni desselben Jahres bezwang England die Wallabies und die All Blacks jeweils auswärts. Mit diesen Erfolgen setzte sich das Team erstmals an die Spitze der Weltrangliste.
Vor der Weltmeisterschaft 2003 in Australien gehörten die von Kapitän Martin Johnson angeführten Engländer zu den meistgenannten Favoriten. In der Gruppenphase gewannen sie die Spiele gegen Georgien, Südafrika, Samoa und Uruguay zum Teil deutlich überlegen. Im Viertelfinale wurde Wales mit 28:17 bezwungen, im Halbfinale Frankreich mit 24:7. Schließlich standen sie in Sydney im Finale dem Gastgeber gegenüber. Nach der regulären Spielzeit stand es 14:14 unentschieden. Wenige Sekunden vor dem Ende der Verlängerung erzielte Jonny Wilkinson die entscheidenden drei Punkte per Dropgoal zum 20:17-Endstand und sicherte England den ersten Weltmeistertitel. Zwei Wochen später bereiteten rund 750.000 Menschen der Mannschaft einen triumphalen Empfang auf dem Trafalgar Square in London. Den Spielern wurden zahlreiche Auszeichnungen des IRB zuteil, unter anderem als „Mannschaft des Jahres“, Clive Woodward als „Trainer des Jahres“ und Jonny Wilkinson als „Spieler des Jahres“. Aufgrund der hervorragenden Leistungen vor und während der Weltmeisterschaft erhielt das Team 2004 den Laureus Award in der Kategorie „beste Mannschaft des Jahres“. Außerdem war ihr Kapitän Jonny Wilkinson als „Weltsportler des Jahres“ nominiert.

### Zwei WM-Finalniederlagen

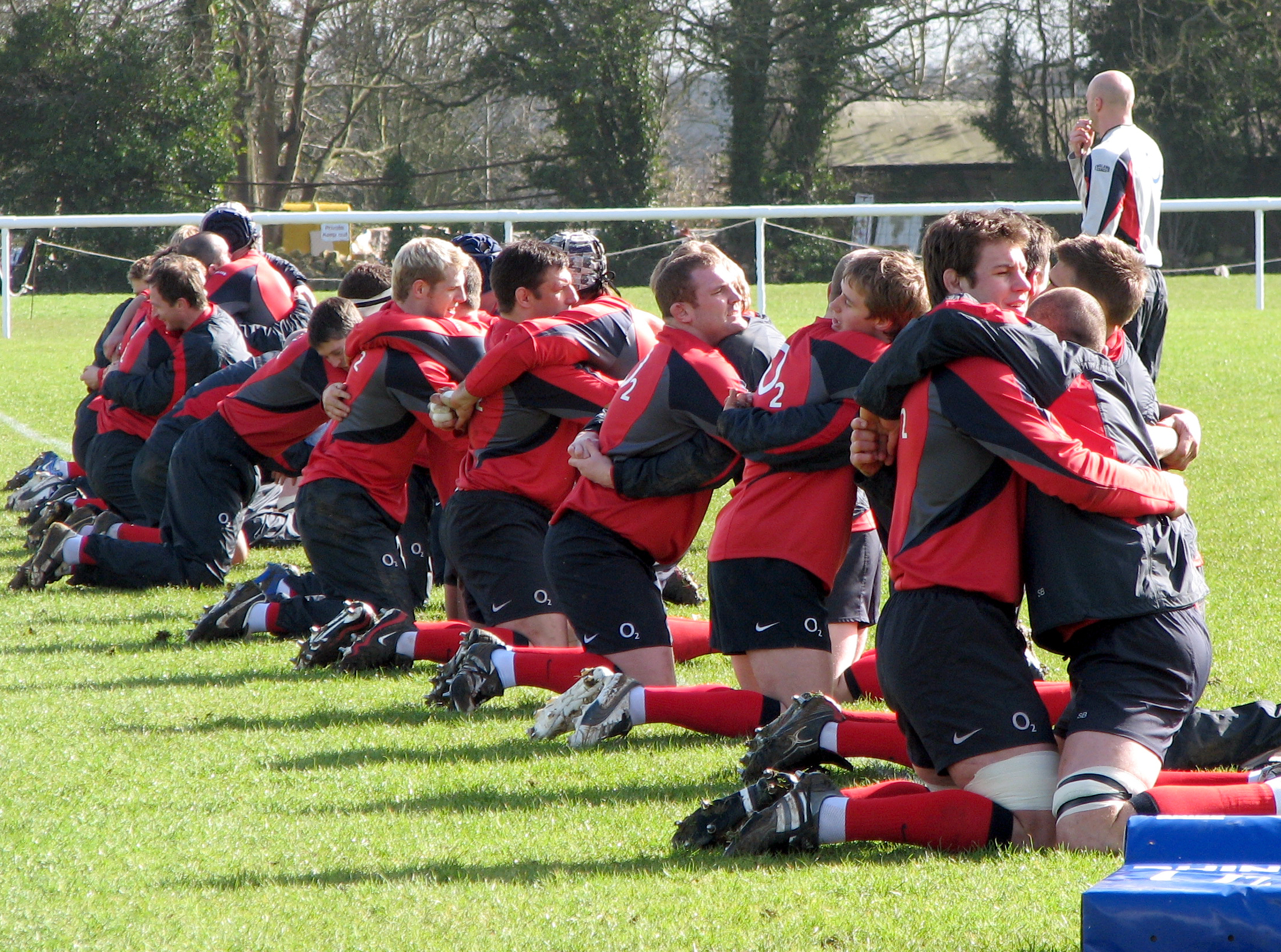
Die englische Mannschaft bei ihren Vorbereitungen auf die Weltmeisterschaft 2007

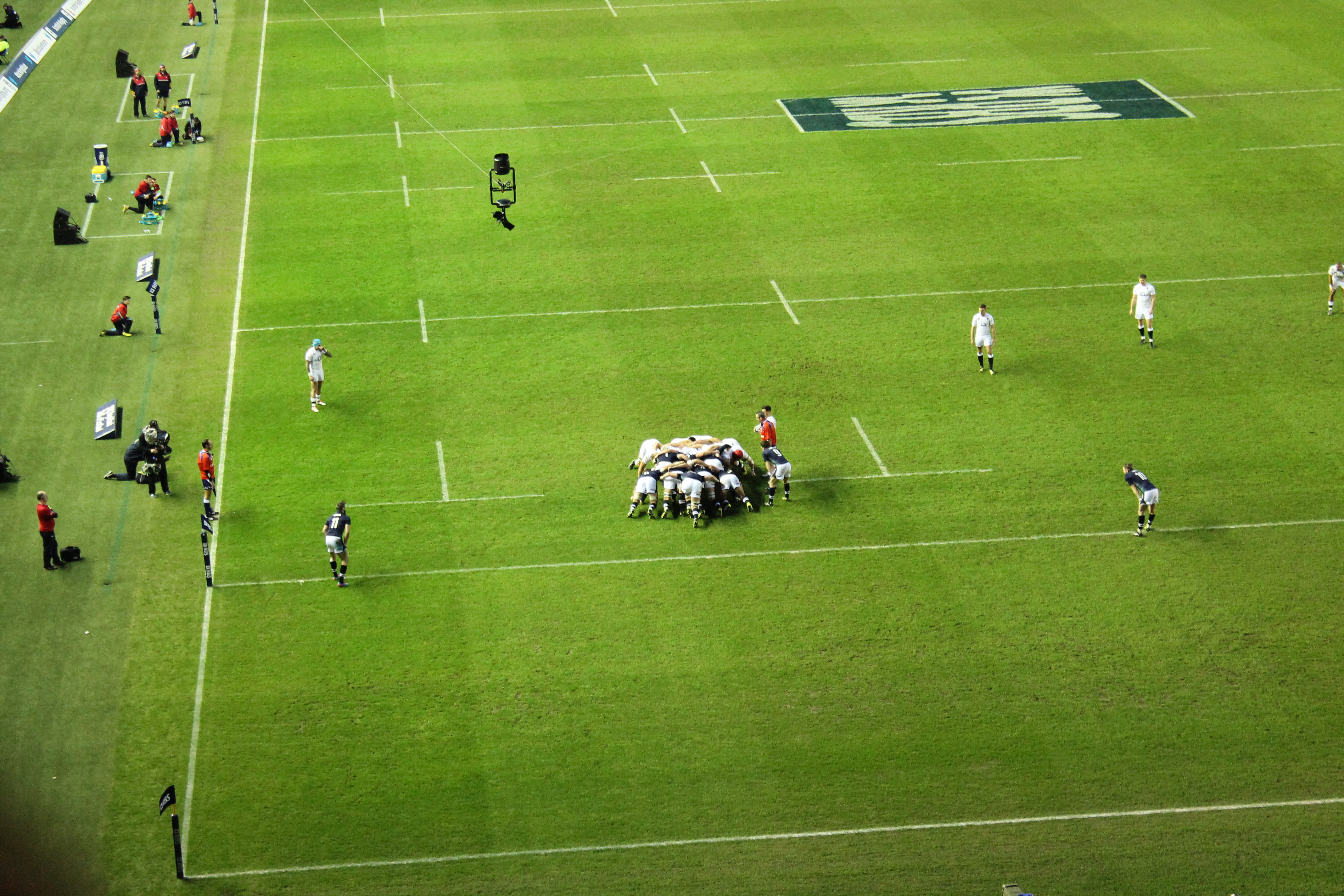
England gegen Schottland bei Six Nations 2016

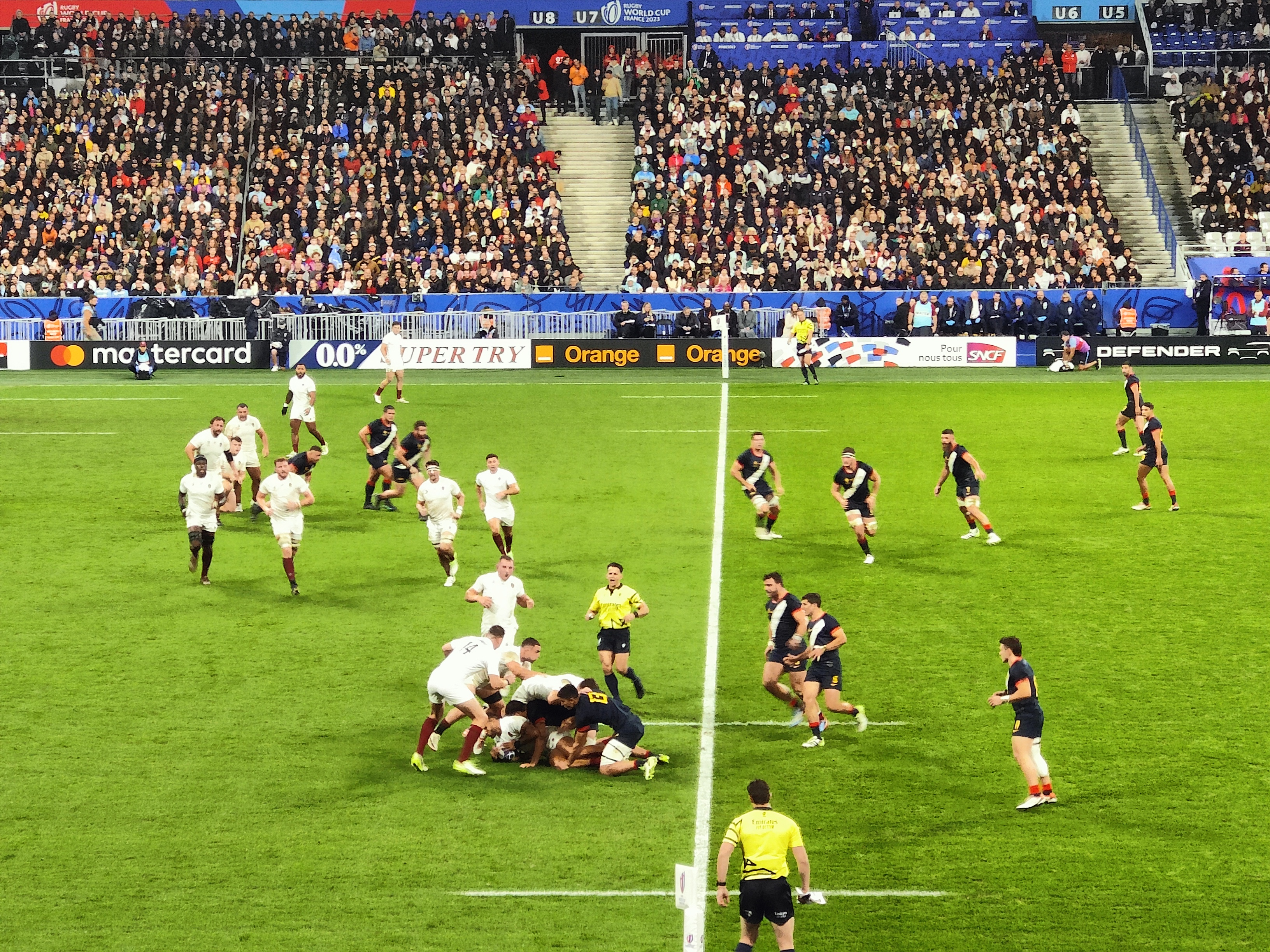
Spiel um Platz 3 zwischen Argentinien und England bei der Weltmeisterschaft 2023

Nach diesem großen Erfolg erklärten mehrere wichtige Spieler ihren Rücktritt, was sich sogleich negativ auswirkte. So erreichte England beim Six Nations 2004 nur den dritten Platz. Auch die Mehrheit der Test Matches gegen Teams der Südhemisphäre verlief enttäuschend, weshalb Weltmeistertrainer Clive Woodward Anfang September 2004 seinen Rücktritt erklärte. Seinem Nachfolger Andy Robinson gelang es nicht, die Mannschaft zu stabilisieren, denn 2005 und 2006 landete sie beim Six Nations sogar nur auf dem vierten Platz. 2006 gingen neun von zwölf Test Matches verloren, eine der schlechtesten Jahresbilanzen in der Geschichte der Nationalmannschaft. Unter anderem gewann Argentinien am 11. November erstmals überhaupt in Twickenham. Daraufhin ersetzte die RFU Robinson durch Brian Ashton, der zuvor unter anderem die irische Nationalmannschaft betreut hatte.
England beendete das Six Nations 2007 zwar auf dem ansprechenden dritten Platz, erlitt aber am 24. Februar im Dubliner Croke Park eine historische 13:43-Niederlage gegen Irland – gleichbedeutend mit dem bis dahin schlechtesten Ergebnis gegen diese Mannschaft. Lange schien es, als ob es Ashton nicht gelingen würde, eine neue schlagkräftige Mannschaft aufzubauen, zumal im Sommer je zwei Test Matches gegen Südafrika und Frankreich teilweise recht deutlich verloren gingen. Nach Ansicht mancher Experten war es sogar fraglich, dass die Titelverteidiger bei der Weltmeisterschaft 2007 überhaupt die Gruppenphase überstehen würden. Eine 0:36-Niederlage gegen Südafrika schien diese Ansicht zu bestärken. Das von Kapitän Jonny Wilkinson angeführte Team erwies sich danach jedoch als Überraschung des Turniers. Zunächst qualifizierte es sich mit Siegen über die USA, Samoa und Tonga für das Viertelfinale. Nach knappen, aber unerwarteten Siegen gegen Australien und Gastgeber Frankreich standen die Engländer im Finale erneut den Südafrikanern gegenüber. In einem sehr defensiv geprägten Spiel mussten sie sich mit 6:15 geschlagen geben. Bei den darauffolgenden Laureus Awards war Jonny Wilkinson abermals nominiert, diesmal als „Comeback des Jahres“.
Ein durchzogenes Six Nations 2008 bewog die RFU im April 2008 dazu, Brian Ashton zu ersetzen und stattdessen den früheren Mannschaftskapitän Martin Johnson als Nationaltrainer zu verpflichten. Dieser Schritt war sehr kontrovers, da Johnson damals noch keinerlei Erfahrung als Trainer vorzuweisen hatte. Er hatte zunächst Mühe, an seine Erfolge als Spieler anzuknüpfen. Nachdem er zweieinhalb Jahre lang im Amt gewesen war, holte England den Turniersieg beim Six Nations 2011. Bei der Weltmeisterschaft 2011 in Neuseeland hatte die Mannschaft als relativ leicht empfundene Gegner zugelost erhalten. Sie schloss die Gruppenphase mit vier Siegen gegen Argentinien, Georgien, Rumänien und Schottland auf dem ersten Platz ab, scheiterte dann aber im Viertelfinale an Frankreich. Für Negativschlagzeilen sorgte die Mannschaft auch neben dem Spielfeld: The Sun hatte enthüllt, dass vier Spieler eine Nacht in einer Bar im Touristenort Queenstown durchgezecht hatten. Manu Tuilagi wurde von der Polizei festgehalten, nachdem er während eines Sponsorenausfluges von einer Fähre in den Hafen von Auckland gesprungen war. Schließlich mussten sich drei weitere Spieler entschuldigen, da sie in Dunedin einer Hotelangestellten gegenüber anzügliche Bemerkungen gemacht hatten.
Auf den glücklosen Johnson folgte im März 2012 Stuart Lancaster. Die Engländer beendeten das Jahr mit einem Höhepunkt, als sie am 1. Dezember Weltmeister Neuseeland mit 38:21 besiegten. Sie dominierten fast nach Belieben und spielten die All Blacks, die zuvor 20 Spiele lang unbesiegt geblieben waren, regelrecht an die Wand. Beim Six Nations 2013 endete England wie im Vorjahr auf dem zweiten Platz hinter Wales, nachdem man die Chance auf den ersten Grand Slam seit 2003 mit einer 3:20-Niederlage in Cardiff liegengelassen hatte. Für die Tour nach Südamerika im Juni 2013 nominierte Lancaster eine „experimentelle“ Mannschaft mit relativ unerfahrenen Spielern. Dieser gelang es, zum ersten Mal nach 32 Jahren Argentinien zweimal in Folge auswärts zu schlagen. Auch 2014 und 2015 beendete England das Six Nations auf dem zweiten Platz, jeweils hinter Irland. England war Gastgeber der Weltmeisterschaft 2015, konnte die hohen Erwartungen der Öffentlichkeit aber bei weitem nicht erfüllen. Das Team war in eine „Todesgruppe“ mit Australien und Wales gelost worden. Es gewann zwar gegen Fidschi und Uruguay, verlor aber die beiden anderen Partien und schied somit bereits in der Gruppenphase aus.
Nach dieser großen Enttäuschung übernahm der Australier Eddie Jones im November 2015 als erster Ausländer das Traineramt. Er führte die Nationalmannschaft sogleich in die Erfolgsspur zurück, indem sie das Six Nations 2016 mitsamt Grand Slam gewann. Das ganze Jahr 2016 über blieb England unbesiegt, einschließlich dreier Auswärtsspiele in Folge gegen Australien im Juni. Fünf Monate später, im November, folgte in Twickenham der vierte Sieg gegen Australien innerhalb eines Jahres. Das Team stellte außerdem den Weltrekord von 18 Test-Match-Siegen hintereinander ein, als es beim Six Nations 2017 Schottland mit einem Rekordergebnis von 61:21 bezwang. Die Serie riss mit der anschließenden Niederlage gegen Irland, dennoch reichte es für einen weiteren Turniersieg. Im weiteren Verlauf des Jahres gelangen drei Siege hintereinander gegen Argentinien. Ebenfalls 2017 wurde der englische Trainer Jones von World Rugby zum „Trainer des Jahres“ ernannt. 2018 mussten die Engländer sechs Niederlagen in Folge hinnehmen, es gelangen ihnen aber auch zwei Siege gegen Südafrika und der sechste aufeinanderfolgende Sieg gegen Australien.
Vor dem Beginn der Weltmeisterschaft 2019 in Japan galt England wieder als einer der Favoriten auf den Titel. In der Gruppenphase gewann das Team souverän gegen Tonga, die USA und Argentinien. Das letzte Gruppenspiel gegen Frankreich wurde wegen des Taifuns Hagibis abgesagt und als 0:0-Unentschieden gewertet. England gewann im Viertelfinale gegen Australien mit 40:16 und konnte sich somit für das frühe Ausscheiden bei der Weltmeisterschaft 2015 revanchieren. Danach traf man im Halbfinale auf den Titelverteidiger und Topfavoriten Neuseeland, den man während des gesamten Spieles über dominieren konnte und mit 19:7 bezwang. Im Finale gelang England jedoch kein Durchbruch gegen die Springboks und man verlor wie im Finale zwölf Jahre zuvor gegen Südafrika (12:32). Seit der Weltmeisterschaft 1999 war dies das vierte Aufeinandertreffen in der K.O.-Phase, das England gegen Südafrika verlor.
Beim Six Nations 2020, das infolge der weltweiten COVID-19-Pandemie erst im Oktober abgeschlossen werden konnte, gewann England seinen insgesamt 39. Titel mitsamt Triple Crown. Den anschließenden Autumn Nations Cup, der die traditionellen End-of-year Internationals ersetzte, gewann England im Finale gegen Frankreich. Die Six Nations 2021 beendete England nach Niederlagen gegen Schottland, Wales und Irland auf dem fünften Platz. Bei den End-of-year Internationals 2021 gelangen Siege gegen Tonga, Australien und Südafrika. Die Auswärtsserie während der Mid-year Internationals 2022 in Australien gewann England mit 2:1. Im Dezember 2022 wurde der Trainer Eddie Jones durch Steve Borthwick ersetzt. Im letzten Aufwärmspiel vor der Weltmeisterschaft 2023 in Frankreich im Twickenham erlitt England seine erste Niederlage gegen Fidschi, gleichbedeutend mit der ersten Niederlage gegen eine Mannschaft der zweiten Stärkeklasse. Beim Hauptturnier gewann England sein erstes Gruppenspiel gegen Argentinien mit 27:10, obschon es aufgrund einer roten Karte ab der dritten Minute einen Spieler weniger hatte. Darauf folgten Siege gegen Japan (34:12), Chile (71:0) und Samoa (18:17). Im Viertelfinale revanchierten sich die Engländer gegen die Fidschianer (30:24), unterlagen jedoch im Halbfinale dem Titelverteidiger und späteren Weltmeister Südafrika knapp (15:16). Im Spiel um Platz 3 trafen sie abermals auf Argentinien und gewannen diesmal knapp mit 26:23, womit sie erstmals diesen Platz bei einer Weltmeisterschaft bekleideten. Während des Turnieres avancierte Owen Farrell mit 1237 Punkten zu Englands besten Skorer und brach den Rekord, den zuvor Jonny Wilkinson gehalten hatte.

## Trikot, Logo und Spitzname

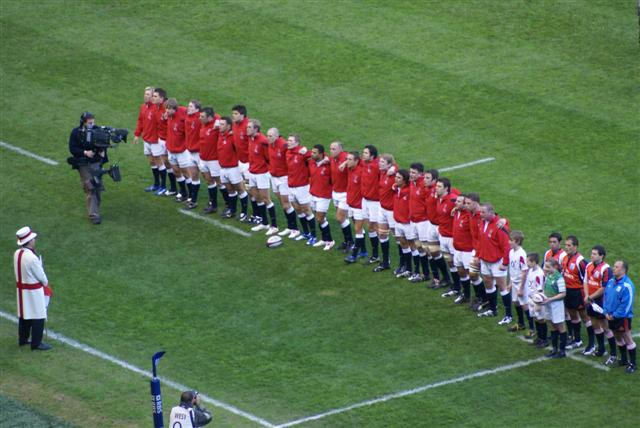
England gegen Schottland während des Calcutta Cups 2007

Die rote Rose des Hauses Lancaster

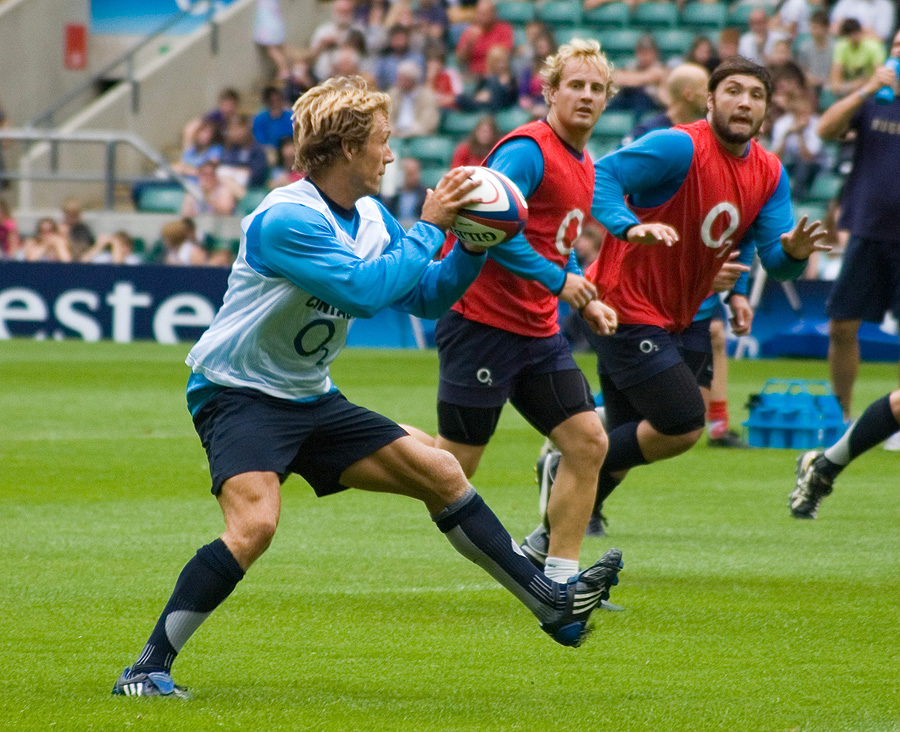
Jonny Wilkinson beim Training mit der englischen Mannschaft im Twickenham Stadium, 12. August 2009

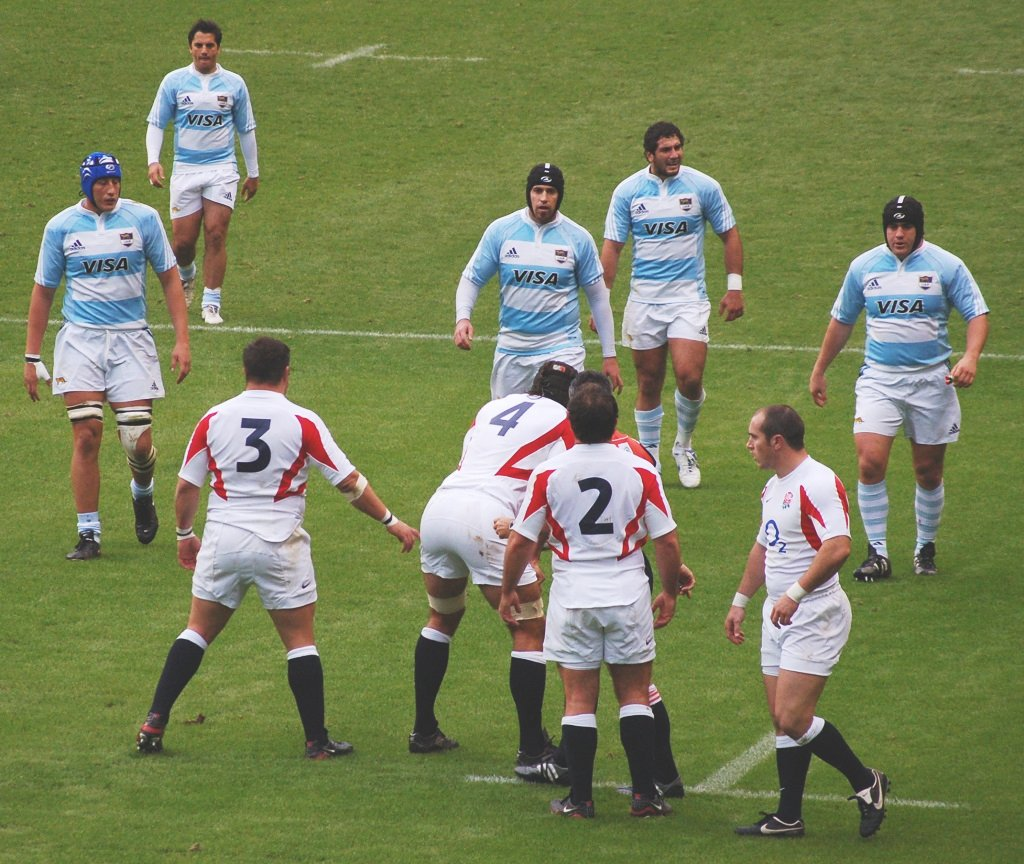
Die Pumas besiegen England (in weiß und rot) in Twickenham, November 2006

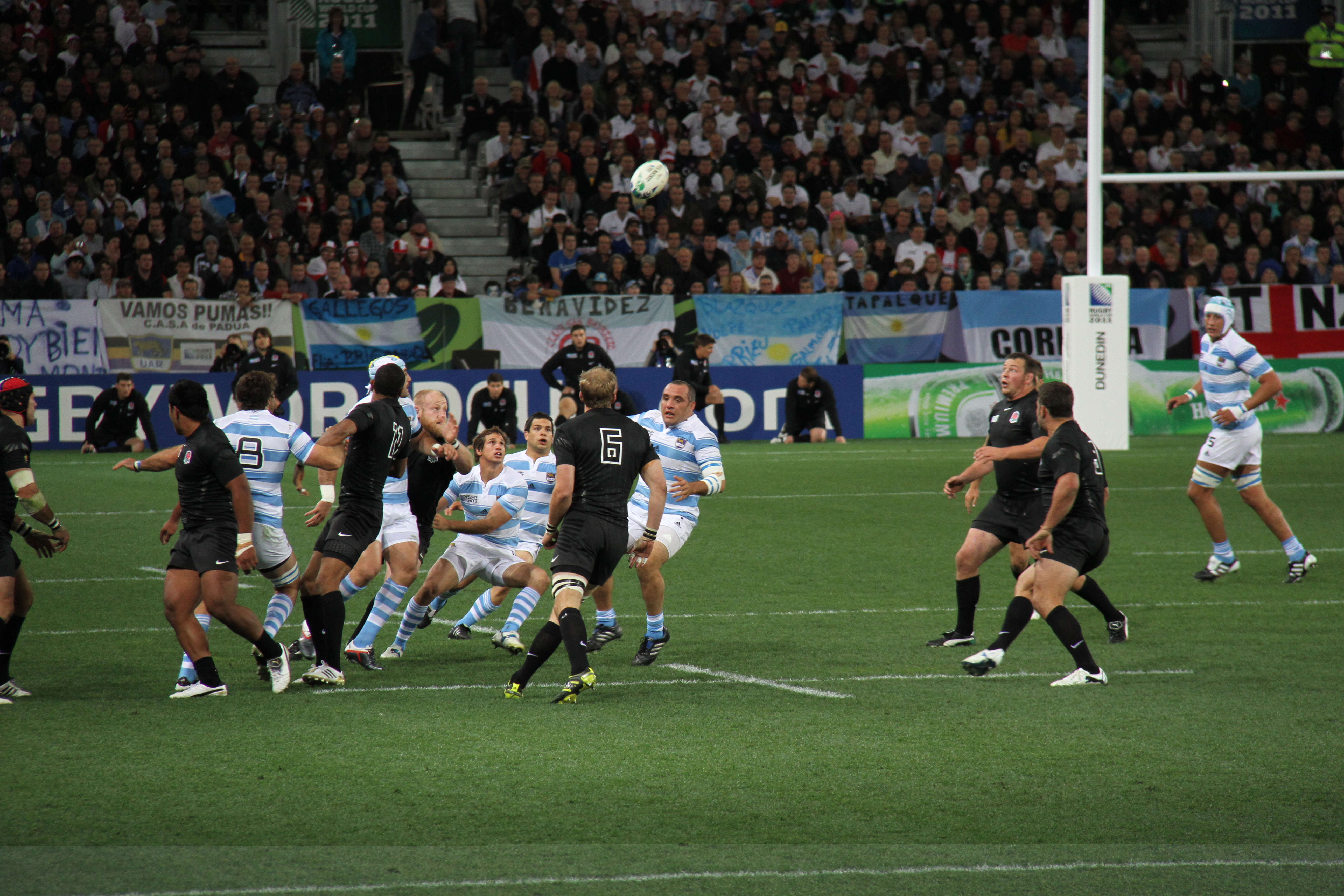
England (in schwarz) gegen Argentinien während der Rugby-Union-Weltmeisterschaft 2011 in Neuseeland

England spielt traditionell in weißen Trikots mit weißen Hosen und überwiegend dunkelblauen Socken. Das Logo auf dem Trikot ist eine rote Rose, anstelle der drei Löwen auf den Trikots der Fußballmannschaft und der Cricketmannschaft. Trikotausrüster ist Umbro und Hauptsponsor ist derzeit O2. Das Auswärtstrikot ist für gewöhnlich rot oder dunkelgrau („Anthrazit“ genannt); vor der Einführung des grauen Trikots war rot die traditionelle zweite Mannschaftsfarbe. Dunkelblau wurde davor auch verwendet und für die Saisons 2016/17 sowie 2020/21 wiedereingeführt. Lila kam während den End-of-year Internationals 2009 zur Anwendung und war den traditionellen Farben der ursprünglichen englischen Sportanzügen aus den 1960er, 1970er und 1980er Jahren entlehnt. Während der Weltmeisterschaft 2011 in Neuseeland war das Auswärtstrikot erstmals in schwarz gehalten.
Die Rugby Football Union (RFU) entwarf das Logo der Nationalmannschaft 1871 vor dem ersten Spiel gegen Schottland in Edinburgh. Sie wählte eine rote Rose – vermutlich die des Hauses Lancaster – als Mannschaftslogo. Das Trikot der Nationalmannschaft wurde dem entlehnt, das bei Spielen an der Rugby School getragen wurde. Der Entwurf und die Vereinheitlichung in der Darstellung der Rose – die bis 1920 in verschiedenen Varianten dargestellt wurde – wird Alfred Wright, einem Angestellten der RFU, zugeschrieben. Wrights Entwurf blieb vermutlich bis in die 1990er Jahre hinein mit wenigen Änderungen in Gebrauch. Die Darstellung der Rose wurde erst 1997 verändert, als Nike offizieller Trikotausrüster wurde.
2003 trug die Nationalmannschaft anfangs ein eng anliegendes Trikot. Man wollte es Gegenspielern so schwer wie möglich machen, sich im Spielverlauf am Trikot festzuhalten. Die Heim- und Auswärtstrikots für die Saison 2007 wurden am 15. Mai vorgestellt. Das Material war besser beschaffen als beim Trikot von 2003. Ein deutliches rotes Muster auf dem weißen Untergrund bildete über der linken Schulter ein Georgskreuz, und ein umgestaltetes Auswärtstrikot (dunkelblau anstelle von rot), führte zu Kritik, da vermutlich das rote Georgskreuz anstelle der traditionellen Rose betont werden sollte. Das neue Trikot wurde erstmals bei Englands Heimspiel gegen Wales am 4. August getragen, das Auswärtstrikot erstmals im Spiel gegen Frankreich am 18. August.
Das frühere Heimtrikot Englands war weiß mit einem roten Streifen um den Hals und das Auswärtstrikot war schwarz (was zu großer Kritik wegen der Ähnlichkeit mit dem bekannten All Blacks-Trikot Neuseelands führte). Ein besonderes Trikot, das an jenes von 1910 erinnerte, trugen die Spieler beim Six Nations 2010 während des Spiels gegen Wales, anlässlich des 100. Jubiläum von Twickenham. Das heutige Trikot für die Saison 2020/21 wird von Umbro hergestellt. Es besteht aus schlichten weißen Hosen und einem schlichten weißen Hemd mit roten Nähten um den Hals sowie an den Ärmeln. Das aktuelle Auswärtstrikot ist blau mit denselben Nähten. Die Hosen sind ebenfalls blau. Die Socken bei Heimspielen sind blau gehalten mit einem weißen Streifen oben, bei Auswärtsspielen werden komplett blaue Socken getragen.

## Trikotausrüster und -sponsoren
Seit der Professionalisierung von Rugby Union traten die folgenden Trikotausrüster und -sponsoren in Erscheinung:
| Zeitraum  | Ausrüster                 | Sponsor                |
| --------- | ------------------------- | ---------------------- |
| ?–?       | Bukta                     | —                      |
| 1991–1997 | Cotton Traders            | BT Cellnet (1996–2002) |
| 1997–2012 | Nike                      | O2 (seit 2002)         |
| 2012–2020 | Canterbury of New Zealand | O2 (seit 2002)         |
| seit 2020 | Umbro                     | O2 (seit 2002)         |

## Stadien

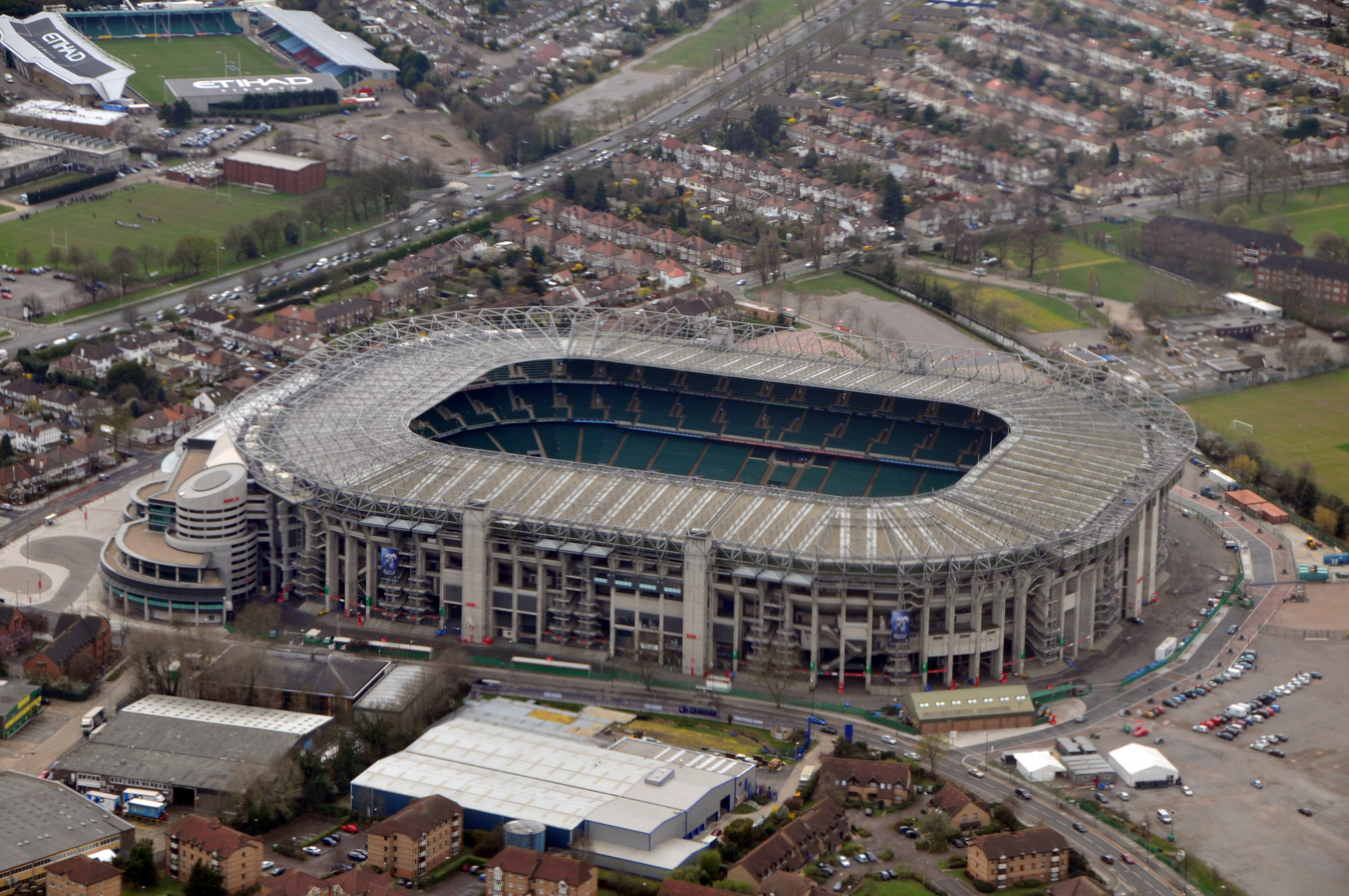
Luftbild des Londoner Twickenham Stadiums

Twickenham im Südwesten Londons ist das größte reine Rugbystadion weltweit. In den Anfangsjahren bestritt die englische Nationalmannschaft seine Heimspiele in verschiedenen Stadien des Landes, bevor Twickenham 1910 zum Heimatstadion wurde. Nach ausverkauften Spielen in Crystal Palace gegen Neuseeland 1905 und Südafrika 1906 erkannte die Rugby Football Union den Nutzen eines eigenen Rugbystadions und kam mit dem Cricketspieler und Geschäftsmann Billy Williams überein, eine Heimstätte für das englische Rugby zu finden. Das Grundstück für den Stadionbau wurde 1907 für 5572 Pfund, 12 Shilling und 6 Pence gekauft und der Bau begann im folgenden Jahr.
Das erste Test Match im Twickenham Stadium fand am 15. Januar 1910 zwischen England und Wales statt. Die Heimmannschaft gewann das Spiel mit 11:6 und bezwang die Waliser erstmals seit 1898. Das Stadion wurde 1927 und nochmals 1932 erweitert. In den 1990er Jahren baute man neue Tribünen im Norden, Osten und Westen an. 2005/06 kam eine Zuschauertribüne im Süden hinzu, wodurch sich die Kapazität des Stadions auf 82.000 Zuschauer erhöhte. England bestritt sein erstes Test Match im sanierten Twickenham Stadium am 5. November 2006 gegen die All Blacks.
England trägt seine Heimspiele seit über einem Jahrhundert fast ausschließlich im Twickenham Stadium aus, spielt aber sporadisch auch in anderen Stadien: 1997 und 2009 im Old Trafford in Manchester, 1998 zweimal im Kirklees Stadium in Huddersfield, und 1992 im alten Wembley-Stadion. Das Spielfeld in Twickenham erhielt im Juni 2012 einen Hybridrasen, der bei Nässe als besonders strapazierfähig gilt.
Bis 1910 spielte die englische Nationalmannschaft in zahlreichen, über das ganze Land verteilten, Stadien:
| - Kennington Oval, London - Whalley Range, Manchester - St John’s Ground, Leeds - Rectory Field, Blackheath - Richardson’s Field, Blackheath | - Crown Flatt, Dewsbury - Athletic Ground, Richmond - Headingley Stadium, Leeds - Birkenhead Park, Birkenhead - Meanwood Road, Leeds | - Fallowfield Stadium, Manchester - Kingsholm Stadium, Gloucester - Welford Road Stadium, Leicester - Ashton Gate Stadium, Bristol - Crystal Palace, London |

## Test Matches

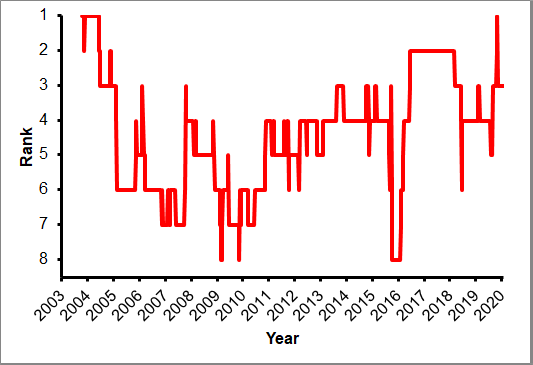
England auf der Weltrangliste von World Rugby seit dem 10. Oktober 2003

England hat 463 seiner bisher 830 Test Matches gewonnen, was einer Gewinnquote von 55,78 % entspricht. Englands Statistik der Test Matches gegen alle Nationen, alphabetisch geordnet, ist wie folgt (Stand: 17. März 2025):
| Land                    | Spiele | Gewonnen | Unent- schieden | Verloren | % Siege |
| ----------------------- | ------ | -------- | --------------- | -------- | ------- |
| Argentinien             | 29     | 23       | 1               | 5        | 79,31   |
| Australien              | 56     | 28       | 1               | 27       | 50,00   |
| Barbarians              | 18     | 10       | 0               | 8        | 55,56   |
| Chile                   | 1      | 1        | 0               | 0        | 100,00  |
| Fidschi                 | 9      | 8        | 0               | 1        | 88,89   |
| Frankreich              | 112    | 61       | 7               | 44       | 54,46   |
| Georgien                | 3      | 3        | 0               | 0        | 100,00  |
| Irland                  | 143    | 81       | 8               | 54       | 56,64   |
| Italien                 | 32     | 32       | 0               | 0        | 100,00  |
| Japan                   | 6      | 6        | 0               | 0        | 100,00  |
| Kanada                  | 7      | 7        | 0               | 0        | 100,00  |
| Neuseeland              | 46     | 8        | 2               | 36       | 17,39   |
| New Zealand Māori       | 4      | 2        | 0               | 2        | 50,00   |
| Niederlande             | 1      | 1        | 0               | 0        | 100,00  |
| Pacific Islanders       | 1      | 1        | 0               | 0        | 100,00  |
| President’s Overseas XV | 1      | 0        | 0               | 1        | 0,00    |
| Rumänien                | 5      | 5        | 0               | 0        | 100,00  |
| Samoa                   | 9      | 9        | 0               | 0        | 100,00  |
| Schottland              | 143    | 77       | 19              | 47       | 53,85   |
| Südafrika               | 47     | 16       | 2               | 29       | 34,04   |
| Tonga                   | 4      | 4        | 0               | 0        | 100,00  |
| Uruguay                 | 2      | 2        | 0               | 0        | 100,00  |
| Vereinigte Staaten      | 8      | 8        | 0               | 0        | 100,00  |
| Wales                   | 143    | 70       | 12              | 61       | 48,95   |
| Gesamt                  | 830    | 463      | 52              | 315      | 55,78   |

Nicht inbegriffen sind Spiele gegen diverse Auswahlmannschaften im Rahmen der Überseetouren der Amateur-Ära sowie die von der Rugby Football Union (RFU) nicht offiziell anerkannten Begegnungen mit Nichtmitgliedern, denen lange Zeit nicht der volle Status als Test Matches zugestanden wurde – auch rückwirkend nicht. Während die Spiele im Rahmen der Victory Internationals nicht als Test Matches gelten, erkennt die RFU im Gegensatz zu anderen Verbänden sämtliche Begegnungen mit den Barbarians als Test Matches an.

## Rivalitäten mit anderen Nationalmannschaften

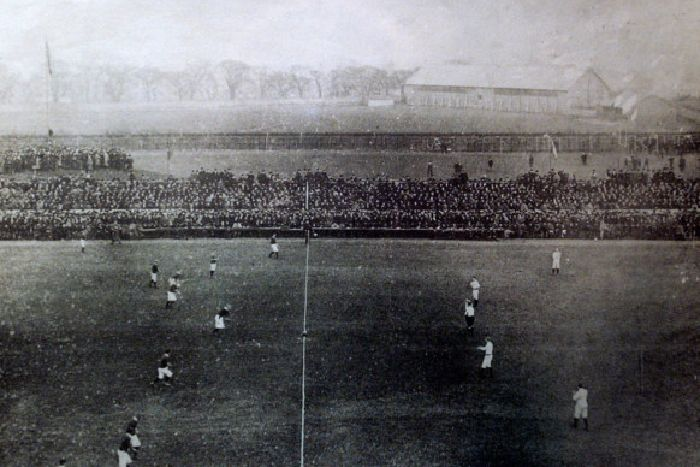
Das erste Test Match weltweit: England gegen Schottland am 27. März 1871 in Edinburgh

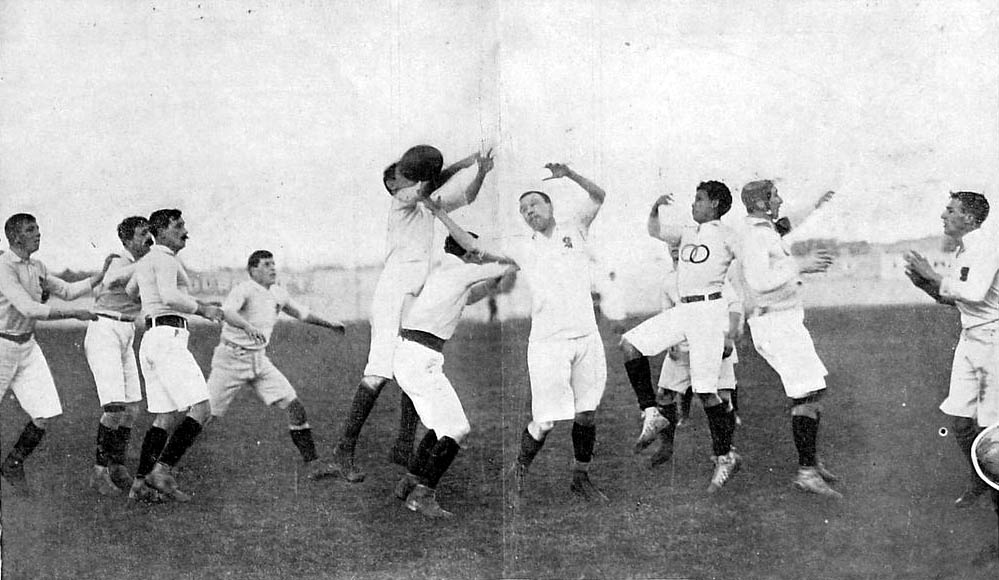
Das erste Test Match zwischen England und Frankreich am 22. März 1906 in Paris

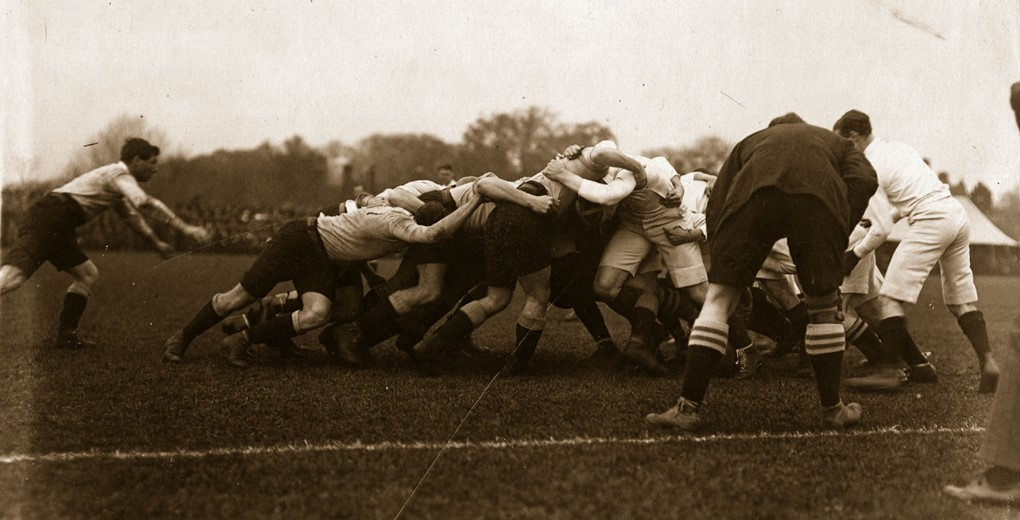
Das erste Test Match zwischen England und Australien am 9. Januar 1909 in Blackheath

Insbesondere mit den Nationalmannschaften der benachbarten britischen Home Nations pflegen die Engländer eine große Rivalität. Das erste Test Match überhaupt fand 1871 gegen Schottland statt und seit 1879 spielen beide Mannschaften um den Calcutta Cup, der ältesten Trophäe im internationalen Sport. Von den 143 bisherigen Begegnungen gewann England 77, Schottland 47 und man spielte 19 Mal unentschieden gegeneinander. Bei Weltmeisterschaften trafen die Mannschaften bisher zweimal aufeinander (1991 und 2011), wovon England beide Spiele für sich entscheiden konnte. Erwähnenswert ist auch das Test Match um den Calcutta Cup 1938. Es war das erste im Fernsehen übertragene Rugbyspiel überhaupt und wurde von der BBC ausgestrahlt.
England und Frankreich trafen bisher 112 Mal aufeinander, wobei England 61 Test Matches gewinnen konnte und Frankreich 44, dazu kommen sieben Unentschieden. Bei Weltmeisterschaften spielten beide Mannschaften bisher fünfmal gegeneinander; England war dreimal siegreich und Frankreich zweimal. Das Spiel zwischen beiden Teams wird in den Medien und bei den Fans in England und Frankreich gleichermaßen Le Crunch genannt. Gerade bei Weltmeisterschaften sind England und Frankreich die bisher erfolgreichsten Nationalmannschaften der nördlichen Hemisphäre. Beide Mannschaften erreichten fast immer abwechselnd das Finale bei Weltmeisterschaften (nur 1995, 2015 und 2023 machten Mannschaften der südlichen Hemisphäre den Turniersieg unter sich aus). England schaffte es bisher viermal ins Finale, mit einem Turniersieg, und Frankreich dreimal, bisher ohne Turniersieg; bei bisher insgesamt zehn Weltmeisterschaften. Beide Länder stellen auch die beiden finanzkräftigsten Rugby-Union-Ligen weltweit (die Premiership Rugby und die französische Top 14).
England und Irland spielten in bisher 143 Test Matches gegeneinander, wobei England 81 Mal erfolgreich war und Irland 54 Mal, zuzüglich acht Unentschieden. Bei Weltmeisterschaften trafen beide Mannschaften bisher noch nicht aufeinander. Seit 1988 spielen sie um die Millennium Trophy, die zum 1000-jährigen Jubiläum der Stadt Dublin gestiftet wurde. England gewann die Trophäe bisher 22 Mal und Irland 16 Mal. England und Wales bestritten bisher 143 Test Matches, wovon England 70 und Wales 61 gewann, die anderen zwölf Spiele endeten unentschieden. Bei Weltmeisterschaften spielten beide Mannschaften bisher dreimal gegeneinander, wobei England eines gewann und Wales zwei, zuletzt 2015. Was Six-Nations-Titel betrifft ist England zusammen mit Wales die erfolgreichste Nation mit jeweils 39 Titeln.
Wie die anderen etablierten Rugbynationen der nördlichen Hemisphäre pflegt auch England eine Rivalität mit den „großen“ Nationalmannschaften der südlichen Hemisphäre. So traf England bei all seinen vier Endspielteilnahmen auf Mannschaften der Südhalbkugel (je zweimal Australien und Südafrika). Gegen die Wallabies bestritt man zwei Endspiele: 1991 und 2003, wobei England das letztere gewann. 2007 und 2019 traf man auf die Springboks, unterlag jedoch beide Male. Gegen Südafrika gelang England bei Weltmeisterschaften bisher nur ein Sieg: 2003 in der Gruppenphase. Gegen die All Blacks bestritt man bisher vier Spiele bei Weltmeisterschaften, wobei England das Halbfinale 2019 gewinnen konnte. Ausgeglichener ist dagegen die Weltmeisterschaftsbilanz gegen die Wallabies: Von bisher sieben Spielen gewann England vier und Australien drei. Ein zusätzlicher Aspekt im Duell mit den Wallabies ist in der seit dem späten 19. Jahrhundert bestehenden starken sportlichen Rivalität zwischen Australien und England begründet, die auch in anderen Sportarten (vor allem im Cricket und auch bei den Commonwealth Games) einen besonderen Stellenwert hat. Gegen Australien spielte England von 1997 bis 2022 um den Cook Cup (benannt nach James Cook) und gegen Neuseeland seit 2008 um die Hillary Shield (benannt nach Edmund Hillary, der 2008 starb). Der Cook Cup wurde 2022 durch die Ella-Mobbs Trophy (benannt nach den australischen Rugbyspieler und Aborigine Mark Ella sowie den englischen Rugbyspieler Edgar Mobbs) ersetzt.

## Erfolge

### Weltmeisterschaften

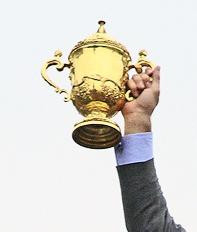
England konnte 2003 den Webb Ellis Cup in Empfang nehmen

England hat bisher an jeder Weltmeisterschaft teilgenommen und konnte den Webb Ellis Cup, die Trophäe der alle vier Jahre ausgetragenen Rugby-Union-Weltmeisterschaft, bisher einmal entgegennehmen: bei der fünften Austragung 2003 in Australien. Damit ist England die erste und bisher einzige Rugby-Mannschaft der Nordhemisphäre, die den Titel gewinnen konnte. Bei der ersten Weltmeisterschaft 1987 schied England im Viertelfinale gegen Wales aus. Bei der Weltmeisterschaft 1991 drang England ins Finale vor, verlor aber gegen Australien. 1995 schaffte es England bis ins Halbfinale, unterlag jedoch Neuseeland und verlor auch das Spiel um Platz 3 gegen Frankreich. Bei der Weltmeisterschaft 1999 unterlag England den Springboks im Viertelfinale. 2003 gelang der größte Erfolg, als man im Finale gegen den Gastgeber Australien gewann. 2007 unterlag man Südafrika im Finale. 2011 schied England im Viertelfinale gegen Frankreich aus, bei der Heimweltmeisterschaft 2015 bereits nach der Gruppenphase. 2019 wiederholte sich das Ergebnis von 2007, als man gegen Südafrika im Finale unterlag. 2023 errang England erstmals den dritten Platz.
| Jahr | Resultat        | Spiele          | Siege           | Unent.          | Ndlg.           | +/-             | Punkte          |
| ---- | --------------- | --------------- | --------------- | --------------- | --------------- | --------------- | --------------- |
| 1987 | Viertelfinale   | 4               | 2               | 0               | 2               | 103:48          | 4               |
| 1991 | 2. Platz        | 6               | 4               | 0               | 2               | 119:61          | 7               |
| 1995 | 4. Platz        | 6               | 4               | 0               | 2               | 158:146         | 9               |
| 1999 | Viertelfinale   | 5               | 3               | 0               | 2               | 250:115         | 4               |
| 2003 | Weltmeister     | 7               | 7               | 0               | 0               | 327:88          | 19              |
| 2007 | 2. Platz        | 7               | 5               | 0               | 2               | 140:122         | 14              |
| 2011 | Viertelfinale   | 5               | 4               | 0               | 1               | 149:53          | 18              |
| 2015 | Vorrunde        | 4               | 2               | 0               | 2               | 133:75          | 11              |
| 2019 | 2. Platz        | 6               | 5               | 0               | 1               | 190:75          | 17              |
| 2023 | 3. Platz        | 7               | 6               | 0               | 1               | 221:102         | 18              |
| 2027 | qualifiziert    | qualifiziert    | qualifiziert    | qualifiziert    | qualifiziert    | qualifiziert    | qualifiziert    |
| 2031 | noch ausstehend | noch ausstehend | noch ausstehend | noch ausstehend | noch ausstehend | noch ausstehend | noch ausstehend |

### Home Nations / Five Nations / Six Nations

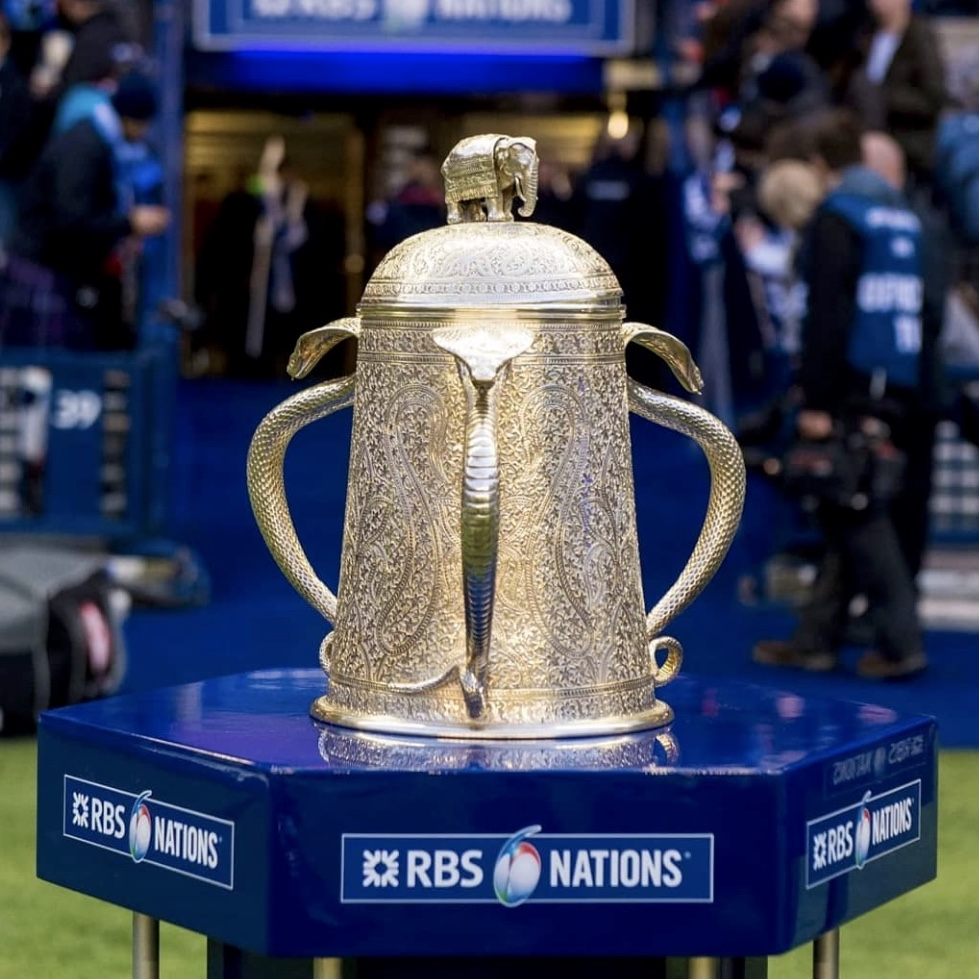
Der Calcutta Cup ist eine der ältesten Trophäen im internationalen Rugby und wird seit 1879 zwischen England und Schottland ausgespielt

Englands einziges jährliches Turnier sind die Six Nations, bei der das Team gegen fünf andere europäische Mannschaften antritt: Frankreich, Irland, Italien, Schottland und Wales. Die Six Nations begannen 1883 als Home Nations Championship, die England direkt mit einer Triple Crown gewinnen konnte, also einem Sieg gegen alle anderen Home Nations. England gewann 29 Titel, hinzu kommen zehn geteilte Siege. Die längste Serie ohne Titelgewinn erstreckte sich über 18 Jahre von 1892 bis 1910. Bisher 13 Mal gelang ein Grand Slam, das heißt eine Triple Crown und ein zusätzlicher Sieg gegen Frankreich im Verlaufe eines Turniers. Im Rahmen der Six Nations spielt England gegen Schottland um den 1879 eingeführten Calcutta Cup, seit 1988 gegen Irland um die Millennium Trophy. Die Spiele zwischen England und Frankreich werden „Le Crunch“ genannt.
- 29 alleinige Siege (1883, 1884, 1892, 1910, 1913, 1914, 1921, 1923, 1924, 1928, 1930, 1934, 1937, 1953, 1957, 1958, 1963, 1980, 1991, 1992, 1995, 1996, 2000, 2001, 2003, 2011, 2016, 2017, 2020)
- 10 geteilte Siege (1886, 1890, 1912, 1920, 1932, 1939, 1947, 1954, 1960, 1973)
- 13 Grand Slams (1913, 1914, 1921, 1923, 1924, 1928, 1957, 1980, 1991, 1992, 1995, 2003, 2016)
- 26 Triple Crowns (1883, 1884, 1892, 1913, 1914, 1921, 1923, 1924, 1928, 1934, 1937, 1954, 1957, 1960, 1980, 1991, 1992, 1995, 1996, 1997, 1998, 2002, 2003, 2014, 2016, 2020)

### Weitere Test Matches
Während der Amateur-Ära tourte England zum Teil monatelang ins Ausland, um gegen andere Nationalteams sowie gegen Regionalauswahlen und Vereinsmannschaften anzutreten. Ebenso empfing man in England tourende Nationalteams.
Die Touren nach alter Tradition kamen um das Jahr 2000 zum Erliegen, da die Professionalisierung des Sports dafür kaum noch Zeit ließ (Ausnahmen sind die alle vier Jahre stattfindenden Touren der British and Irish Lions). Heute stehen für Test Matches gegen Teams der südlichen Hemisphäre und sonstige Teams außerhalb der Six Nations jedes Jahr zwei Zeitfenster zur Verfügung. Bei den Mid-year Internationals im Juni reist England üblicherweise in die Südhemisphäre, bei den End-of-year Internationals im November ist man Gastgeber. Dabei spielte England zwischen 1997 und 2022 gegen Australien um den Cook Cup und seit 2008 gegen Neuseeland um die Hillary Shield. Der Cook Cup wurde 2022 durch die Ella-Mobbs Trophy ersetzt.

### Olympische Spiele
England wurde zweimal bei olympischen Turnieren vertreten.
- 1900: 3. Platz (vertreten durch Moseley Wanderers RFC)
- 1908: 2. Platz (vertreten durch die Auswahl von Cornwall)

## Spieler

### Aktueller Kader
Die folgenden Spieler bildeten den Kader während der Six Nations 2025:
| Spieler             | Position         | Mannschaft         | Länderspiele |
| ------------------- | ---------------- | ------------------ | ------------ |
| Alex Mitchell       | Gedrängehalb     | Northampton Saints | 018          |
| Harry Randall       | Gedrängehalb     | Bristol Bears      | 011          |
| Jack van Poortvliet | Gedrängehalb     | Leicester Tigers   | 016          |
| George Ford         | Verbinder        | Sale Sharks        | 098          |
| Fin Smith           | Verbinder        | Northampton Saints | 006          |
| Marcus Smith        | Verbinder        | Harlequins         | 039          |
| Oscar Beard         | Innendreiviertel | Harlequins         | 000          |
| Fraser Dingwall     | Innendreiviertel | Northampton Saints | 002          |
| Olly Lawrence       | Innendreiviertel | Bath               | 031          |
| Henry Slade         | Innendreiviertel | Exeter Chiefs      | 070          |
| Tommy Freeman       | Außendreiviertel | Northampton Saints | 016          |
| Cadan Murley        | Außendreiviertel | Harlequins         | 000          |
| Tom Roebuck         | Außendreiviertel | Sale Sharks        | 003          |
| Ollie Sleightholme  | Außendreiviertel | Northampton Saints | 005          |
| Elliot Daly         | Schlussmann      | Saracens           | 069          |
| Freddie Steward     | Schlussmann      | Leicester Tigers   | 035          |

| Spieler                   | Position             | Mannschaft         | Länderspiele |
| ------------------------- | -------------------- | ------------------ | ------------ |
| Luke Cowan-Dickie         | Hakler               | Sale Sharks        | 044          |
| Theo Dan                  | Hakler               | Saracens           | 016          |
| Jamie George              | Hakler               | Saracens           | 097          |
| Fin Baxter                | Pfeiler              | Harlequins         | 006          |
| Ellis Genge               | Pfeiler              | Bristol Bears      | 062          |
| Joe Heyes                 | Pfeiler              | Leicester Tigers   | 007          |
| Asher Opoku-Fordjour      | Pfeiler              | Sale Sharks        | 001          |
| Bevan Rodd                | Pfeiler              | Sale Sharks        | 007          |
| Will Stuart               | Pfeiler              | Bath               | 045          |
| Ollie Chessum             | Zweite-Reihe-Stürmer | Leicester Tigers   | 023          |
| Alex Coles                | Zweite-Reihe-Stürmer | Northampton Saints | 007          |
| Maro Itoje                | Zweite-Reihe-Stürmer | Saracens           | 088          |
| George Martin             | Zweite-Reihe-Stürmer | Leicester Tigers   | 019          |
| Chandler Cunningham-South | Flügelstürmer        | Harlequins         | 011          |
| Ben Curry                 | Flügelstürmer        | Sale Sharks        | 006          |
| Tom Curry                 | Flügelstürmer        | Sale Sharks        | 056          |
| Alex Dombrandt            | Flügelstürmer        | Harlequins         | 020          |
| Ben Earl                  | Flügelstürmer        | Saracens           | 037          |
| Ted Hill                  | Flügelstürmer        | Bath               | 002          |
| Tom Willis                | Flügelstürmer        | Bath               | 030          |

### Bekannte Spieler

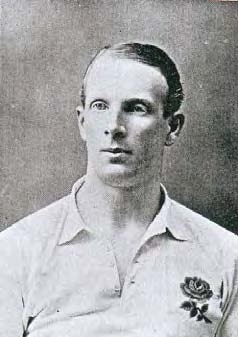
Edgar Mobbs (vor 1917)

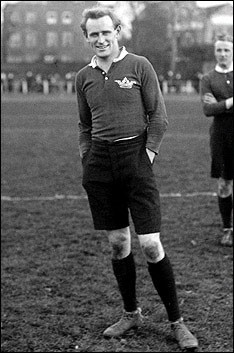
Ronald Poulton (1911)

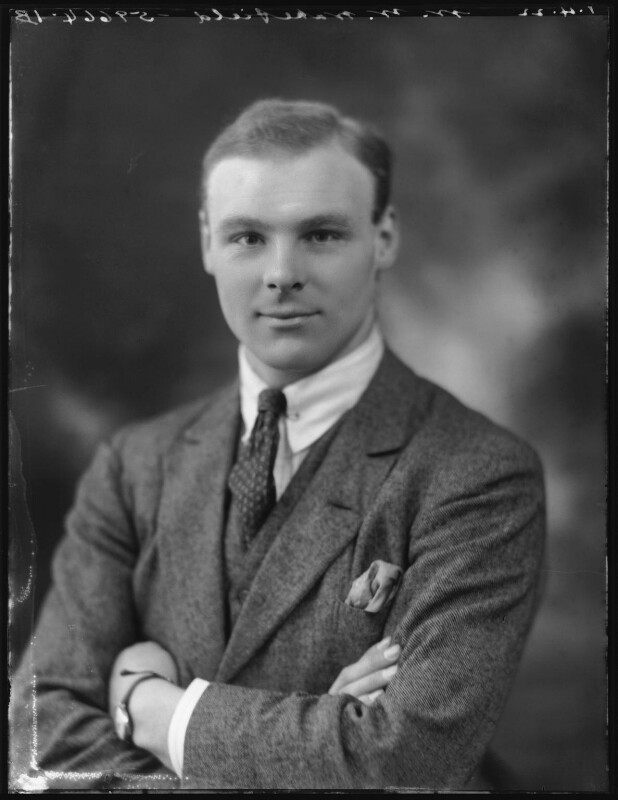
Wavell Wakefield (1922)

17 ehemalige englische Spieler wurden aufgrund ihrer herausragenden Leistungen in die World Rugby Hall of Fame aufgenommen:
| Spieler                | Position                    | Aufnahme |
| ---------------------- | --------------------------- | -------- |
| William Percy Carpmael | Stürmer                     | 2010     |
| Alan Rotherham         | Halbspieler                 | 2010     |
| Harry Vassall          | Stürmer                     | 2010     |
| Martin Johnson         | Zweite-Reihe-Stürmer        | 2011     |
| John Kendall-Carpenter | Stürmer                     | 2011     |
| Alfred Hamersley       | Stürmer                     | 2013     |
| Jason Leonard          | Pfeiler                     | 2014     |
| Bill Beaumont          | Zweite-Reihe-Stürmer        | 2014     |
| Edgar Mobbs            | Außendreiviertel            | 2015     |
| Ronald Poulton         | Außendreiviertel            | 2015     |
| Wavell Wakefield       | Flügelstürmer               | 2015     |
| Lawrence Dallaglio     | Flügelstürmer, Nummer Acht  | 2016     |
| Jeremy Guscott         | Innendreiviertel            | 2016     |
| Jonny Wilkinson        | Verbinder, Innendreiviertel | 2016     |
| Rob Andrew             | Verbindungshalb             | 2017     |
| Will Carling           | Innendreiviertel            | 2021     |
| Richard Hill           | Flügelstürmer               | 2025     |

Ebenfalls in die Hall of Fame aufgenommen wurden William Webb Ellis (laut einer Legende der Erfinder des Rugby), die Rugby School (die Privatschule, an der das Spiel entwickelt wurde), der Weltmeistertrainer Clive Woodward und The Varsity Match (seit 1872 jährlich ausgetragen zwischen den Universitäten Cambridge und Oxford). World Rugby zeichnete einen englischen Spieler als Spieler des Jahres aus: Jonny Wilkinson (2003).

### Auswahl der Spieler
Während die RFU für die Nationalmannschaft verantwortlich ist, sind die Nationalspieler seit der Professionalisierung des Rugbysports 1995 vertraglich an ihre Vereine in der Premiership Rugby gebunden. Seitdem sind sie Teil eines Machtkampfes club v country („Verein gegen Land“) zwischen den Vereinen und der RFU. Dieser Konflikt wirkte sich erstmals 1998 aus, als einige der Vereine sich weigerten, Spieler für die Tour der Nationalmannschaft nach Australien, Neuseeland und Südafrika zur Verfügung zu stellen. Während dieser Tour of Hell („Tour der Hölle“) unterlag England mit Spielern zweiter Wahl in allen vier Test Matches, einschließlich einer 0:76-Niederlage gegen Australien. Die englischen Vereine zogen sich auch vom Heineken Cup 1998/99 zurück, nachdem mit der RFU keine Einigung über Spieldaten und Finanzen erzielt werden konnte.
2001 gründeten einige der Vereine mit der RFU die Organisation „England Rugby“, um den Ligabetrieb mit der Nationalmannschaft in Einklang zu bringen. Beide Seiten kamen überein, die Anzahl Ligaspiele und Test Matches für Schlüsselspieler (ein Kreis von 50 bis 60 Spielern, die von der RFU benannt wurden) zu reduzieren und so Verletzungen und Überlastungen vorzubeugen. Als Gegenleistung für ausgeliehene Spieler erhielten die Vereine Ausgleichszahlungen von der RFU. Dieses Übereinkommen gilt als Wegbereiter für den Erfolg der Nationalmannschaft bei der Weltmeisterschaft 2003. Clive Woodward trat 2004 nach siebenjähriger Tätigkeit als Nationaltrainer zurück, nachdem er nicht die Spieler bekam, die er benötigte: I wanted more from the union – more training days with the players, more influence over the way they were treated – and ended up with less. („Ich wollte mehr vom Verband – mehr Trainingstage mit den Spielern, mehr Einfluss auf die Art und Weise, wie sie behandelt wurden – und endete mit weniger.“) Sein Nachfolger Andy Robinson machte die mangelnde Kontrolle über die Nationalspieler für die erfolglose Bilanz seiner Mannschaft verantwortlich. Brian Ashton, der den Trainerposten von Robinson übernahm, machte seinen Kader für die Six Nations 2007 frühzeitig bekannt, in der Hoffnung, dass die Vereine in der Woche vor einem Test Match kein Ligaspiel absolvieren würden. Die RFU und die Vereine der Premiership beschlossen daraufhin ein ähnliches Abkommen wie 2001, das Nationalspieler aus den Vereinen vor Test Matches für die Nationalmannschaft zur Verfügung stellt.

### Spielerstatistiken

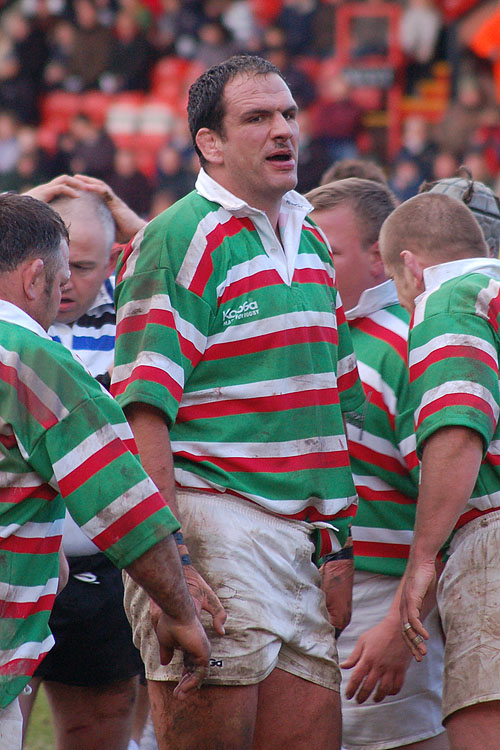
Martin Johnson (2007)

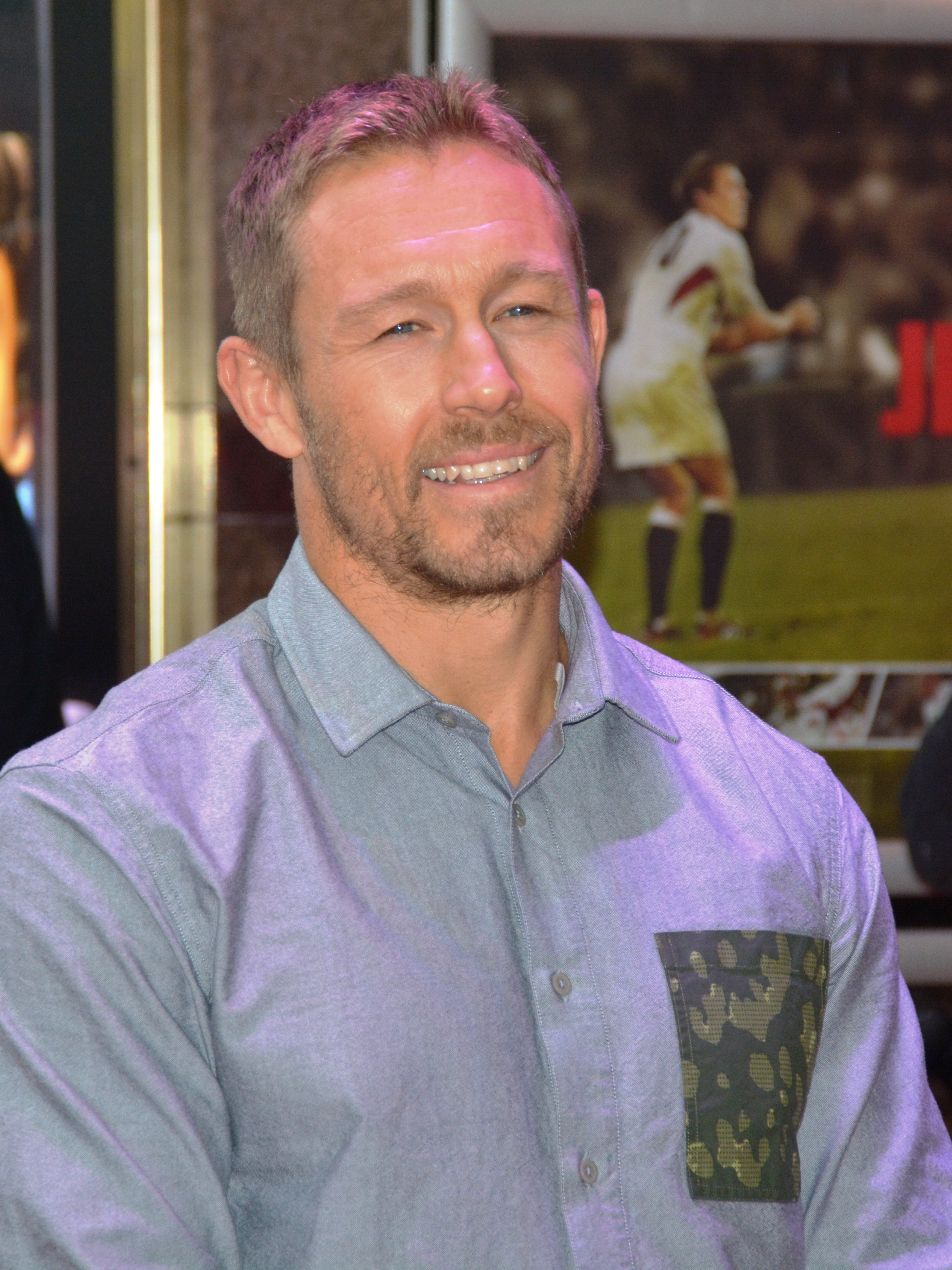
Jonny Wilkinson (2015)

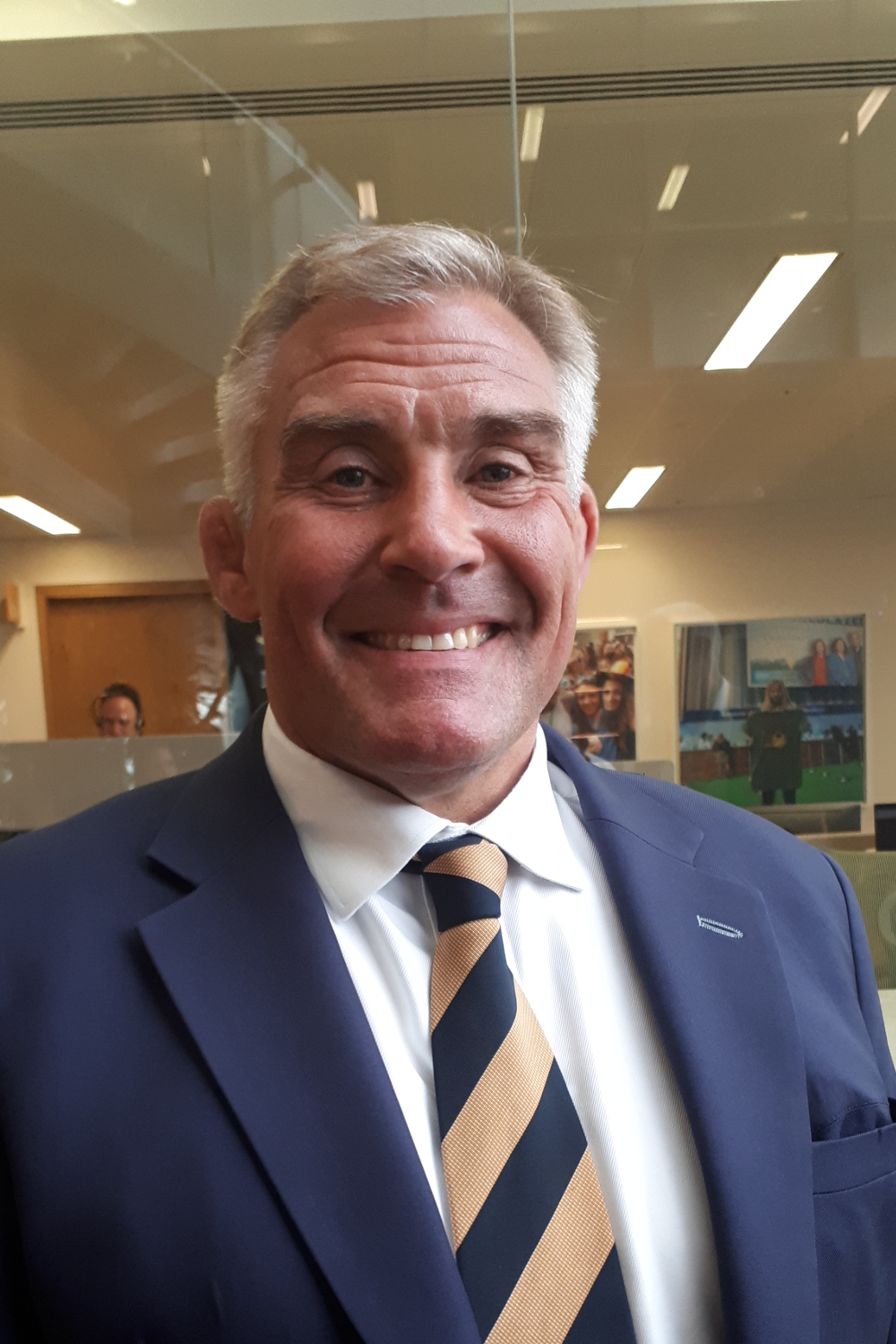
Jason Leonard (2018)

Nachfolgend sind die wichtigsten Statistiken aufgelistet, die Spieler Englands betreffen. Die mit * markierten Spieler sind noch aktiv und können sich weiter verbessern.
(Stand: August 2025)
| Rang | Name           | Zeitraum  | Spiele |
| ---- | -------------- | --------- | ------ |
| 01   | Ben Youngs     | 2010–2023 | 127    |
| 02   | Dan Cole       | 2010–2025 | 118    |
| 03   | Jason Leonard  | 1990–2003 | 114    |
| 04   | Owen Farrell * | 2012–2025 | 112    |
| 05   | Courtney Lawes | 2009–2023 | 105    |
| 06   | George Ford *  | 2014–2025 | 102    |
| 07   | Jamie George * | 2015–2025 | 102    |
| 08   | Danny Care     | 2008–2024 | 101    |
| 09   | Dylan Hartley  | 2008–2018 | 097    |
| 10   | Joe Marler     | 2012–2024 | 095    |

| Rang | Name               | Zeitraum  | Spiele |
| ---- | ------------------ | --------- | ------ |
| 01   | Will Carling       | 1988–1996 | 59     |
| 02   | Owen Farrell       | 2018–2024 | 48     |
| 03   | Chris Robshaw      | 2012–2017 | 42     |
| 04   | Martin Johnson     | 1998–2003 | 39     |
| 05   | Dylan Hartley      | 2012–2018 | 30     |
| 06   | Lawrence Dallaglio | 1997–2004 | 22     |
| 07   | Bill Beaumont      | 1978–1982 | 21     |
| 08   | Steve Borthwick    | 2008–2010 | 21     |
| 09   | Martin Corry       | 2005–2007 | 17     |
| 10   | Phil Vickery       | 2002–2008 | 15     |

| Rang | Name            | Zeitraum  | Punkte |
| ---- | --------------- | --------- | ------ |
| 01   | Owen Farrell *  | 2012–2025 | 1237   |
| 02   | Jonny Wilkinson | 1998–2011 | 1179   |
| 03   | George Ford *   | 2014–2025 | 0441   |
| 04   | Paul Grayson    | 1995–2004 | 0400   |
| 05   | Rob Andrew      | 1985–1997 | 0396   |
| 06   | Marcus Smith *  | 2021–2025 | 0303   |
| 07   | Toby Flood      | 2006–2013 | 0301   |
| 08   | Jon Webb        | 1987–1993 | 0296   |
| 09   | Charlie Hodgson | 2001–2012 | 0269   |
| 10   | Dusty Hare      | 1974–1984 | 0240   |

| Rang | Name                             | Zeitraum                         | Versuche                         |
| ---- | -------------------------------- | -------------------------------- | -------------------------------- |
| 01   | Rory Underwood                   | 1984–1996                        | 49                               |
| 02   | Jonny May                        | 2013–2023                        | 36                               |
| 03   | Ben Cohen                        | 2000–2006                        | 31                               |
| 04   | Will Greenwood                   | 1997–2004                        | 31                               |
| 05   | Jeremy Guscott                   | 1989–1999                        | 30                               |
| 06   | Jason Robinson                   | 2001–2007                        | 28                               |
| 07   | Dan Luger                        | 1998–2003                        | 24                               |
| 08   | Anthony Watson                   | 2014–2024                        | 23                               |
| 09   | Josh Lewsey                      | 1998–2007                        | 22                               |
| 10   | Vier Spieler mit je 20 Versuchen | Vier Spieler mit je 20 Versuchen | Vier Spieler mit je 20 Versuchen |

## Trainer

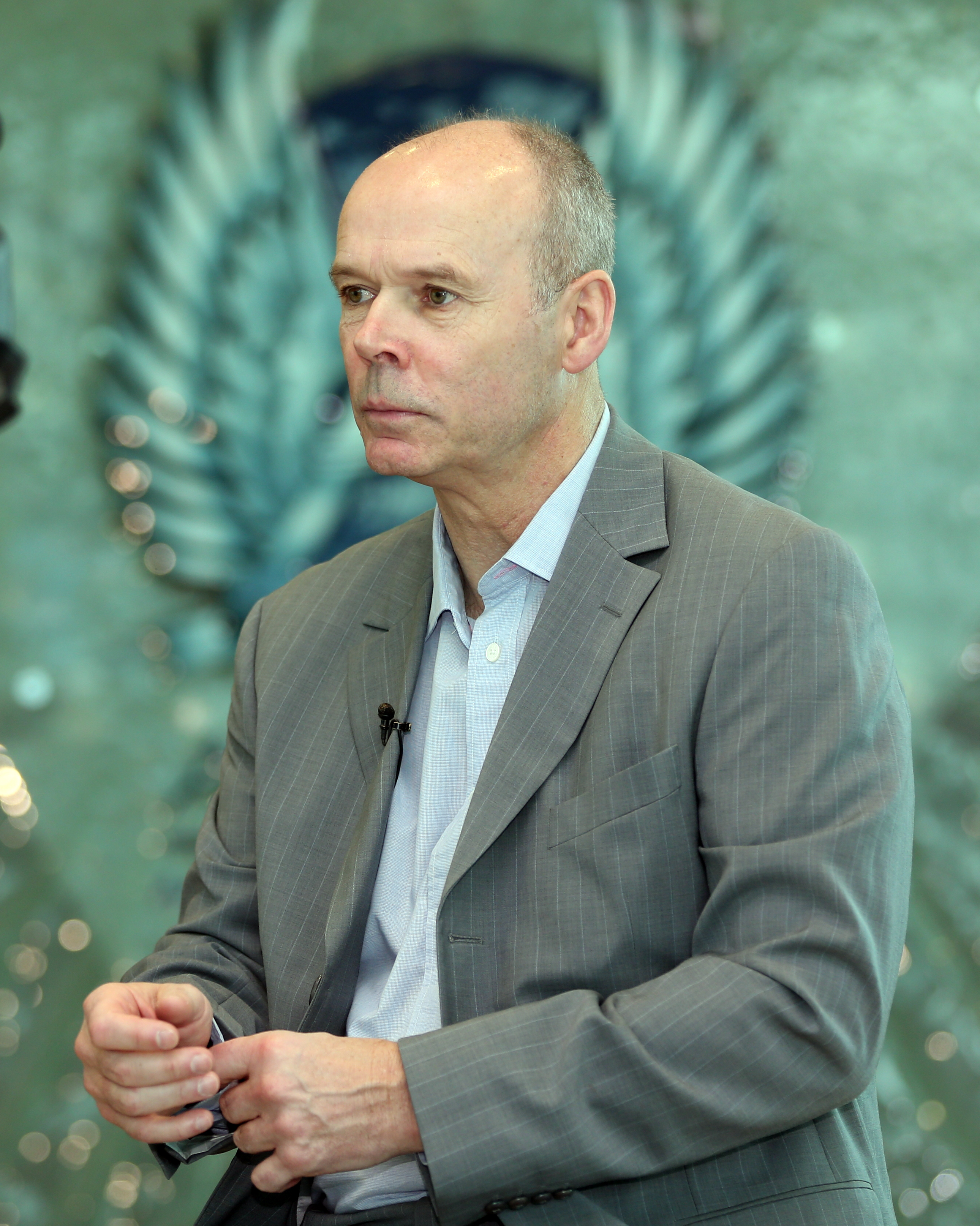
Clive Woodward (2013)

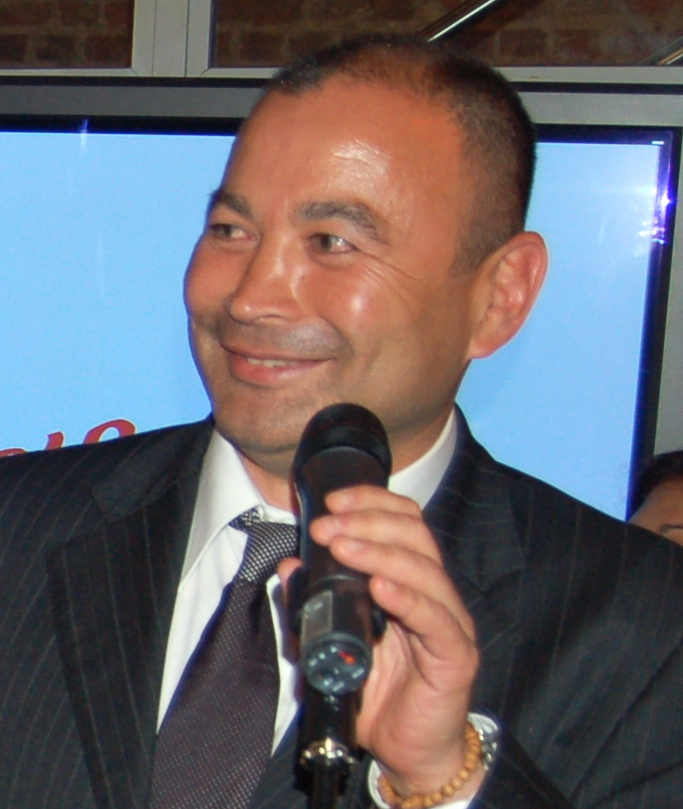
Eddie Jones (2009)

England ernannte 1969 erstmals einen Nationaltrainer: Don White. Aktuell ist Steve Borthwick englischer Nationaltrainer, nachdem er 2022 angestellt wurde.
| Name                        | Jahre     | Siege in % |
| --------------------------- | --------- | ---------- |
| Don White                   | 1969–1971 | 27         |
| John Elders                 | 1972–1974 | 38         |
| John Burgess                | 1975      | 17         |
| Peter Colston               | 1976–1979 | 33         |
| Mike Davis                  | 1979–1982 | 63         |
| Dick Greenwood              | 1983–1985 | 24         |
| Martin Green                | 1985–1987 | 36         |
| Geoff Cooke                 | 1988–1994 | 72         |
| Jack Rowell                 | 1994–1997 | 72         |
| Clive Woodward              | 1997–2004 | 71         |
| Andy Robinson               | 2004–2006 | 41         |
| Brian Ashton                | 2006–2008 | 55         |
| Rob Andrew                  | 2008      | 0          |
| Martin Johnson              | 2008–2011 | 55         |
| Stuart Lancaster            | 2011–2015 | 61         |
| Eddie Jones                 | 2015–2022 | 73         |
| Richard Cockerill (interim) | 2022      | 0          |
| Steve Borthwick             | seit 2022 | 58,3       |

## Auszeichnungen
Die italienische Sportzeitung Gazzetta dello Sport wählte die englische Nationalmannschaft 2003 zur „Weltmannschaft des Jahres“. Im selben Jahr zeichnete der International Rugby Board, seit 2014 World Rugby, England als „Mannschaft des Jahres“ aus. Ebenso wurde England bei den Laureus World Sports Awards als „Mannschaft des Jahres“ ausgezeichnet (2004).

## Swing Low, Sweet Chariot

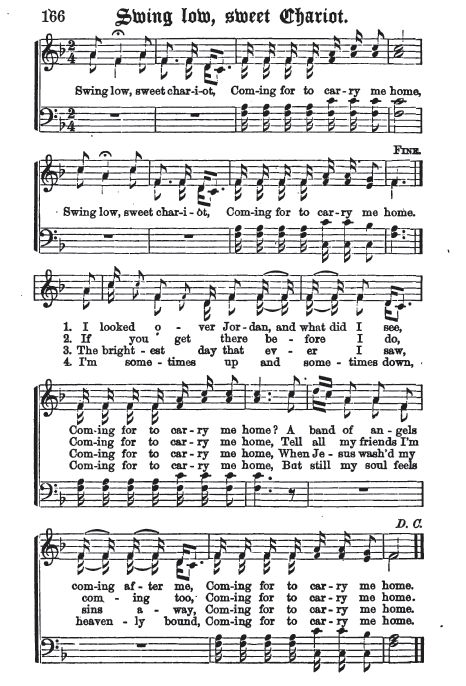
Swing Low, Sweet Chariot aus The Jubilee Singers, 1873

Swing Low, Sweet Chariot ist ein beliebtes Lied bei den englischen Fans – vor allem bei Heimspielen in Twickenham. Beim letzten Spiel der Saison 1988 gegen Irland legte Chris Oti drei der englischen Versuche. Eine Schülergruppe der Benediktinerschule Douai sang das Lied – wie es auf der Schule bei Spielen Tradition ist – bei seinem dritten Versuch und andere Anhänger im Stadion stimmten mit ein. Seitdem wird Swing Low, Sweet Chariot bei englischen Heimspielen von Rugby-Union-Anhängern gesungen. 1991 wurde der Marketingleiter der RFU, Mike Coley, mit der Suche nach einem Lied für die anstehende Weltmeisterschaft beauftragt. Er bevorzugte das Lied Jerusalem, das jedoch bereits bei der Rugby-League-Weltmeisterschaft 1989–1992 verwendet wurde, woraufhin er kurzerhand seinen Vorschlag in Swing Low abänderte. Es wurden verschiedene Varianten eingespielt und die veröffentlichte Version erreichte während des Turniers die Top 40 der britischen Single-Charts. 2020 veröffentlichte das World Rugby Museum bisher unbekanntes Archivmaterial, auf dem Swing Low in Twickenham gesungen wird, als Martin Offiah (Spitzname „Chariots“ nach einem Wortspiel mit dem Originaltitel des Films Die Stunde des Siegers – Chariots of Fire – aus dem Jahr 1981), während des Turniers Middlesex Sevens 1987 spielt. Der Museumsdirektor glaubt, dass die Zuschauermenge in Twickenham das Lied bereits kannte, da es bereits seit den 1960er Jahren in Rugbyvereinen, mit einfachen Gesten, die den Text veranschaulichen gesungen werde.
Im Zuge der weltweiten Verbreitung der Black-Lives-Matter-Bewegung nach dem Tod von George Floyd kündigte die Rugby Football Union im Juni 2020 an, die Verwendung des Liedes durch Rugby-Anhänger zu untersuchen, da es eigentlich ein African-American Spiritual ist. Der ehemalige Rugbyspieler Brian Moore und Prinz Harry argumentierten beide dafür, das Lied nicht mehr bei Rugbyspielen zu singen. Martin Offiah warb kurz darauf dafür, das Lied beizubehalten und als Gelegenheit zu nutzen, um englische und Rugby-Anhänger anderer Nationalitäten über Diskriminierung und die Geschichte der Schwarzen im Vereinigten Königreich aufzuklären. Die frühere Nationalspielerin Maggie Alphonsi sagte: „Ich finde es gut, dass die RFU das untersucht, aber ich denke nicht, dass das Lied verbannt werden sollte“. Premierminister Boris Johnson war der Meinung, dass das Lied nicht verbannt werden sollte und man weniger auf die Symbole der Diskriminierung schauen solle.